# Steven Spielberg
Steven Allan Spielberg (ur. 18 grudnia 1946 w Cincinnati) – amerykański reżyser, scenarzysta i producent filmowy. Laureat trzech Oscarów, odznaczony Medalem Wolności i Orderem Uśmiechu. Karierę rozpoczął w trakcie trwania nurtu Nowego Hollywoodu. Jeden z najsłynniejszych i najbardziej uznanych reżyserów i producentów w historii amerykańskiego kina.
Urodził się w Cincinnati w stanie Ohio, a dorastał w Phoenix w Arizonie. Następnie przeniósł się do Kalifornii, gdzie studiował film. Po wyreżyserowaniu kilku odcinków seriali telewizyjnych i paru mniejszych produkcji dla Universal Studios zyskał uznanie za sprawą filmu Szczęki (1975), który okazał się artystycznym i finansowym sukcesem. Następnie wyreżyserował komercyjne hity: Bliskie spotkania trzeciego stopnia (1977), E.T. (1982) czy filmy o przygodach Indiany Jonesa, a także dramaty Kolor purpury (1985) i Imperium słońca (1987).
Po krótkiej przerwie powrócił do sukcesów finansowych, kręcąc film przygodowy Park Jurajski (1993) i dramat o holokauście Lista Schindlera (1993), za który otrzymał 2 Oscary – za film i reżyserię. Kolejnego Oscara za reżyserię otrzymał za zrealizowaną z dużym rozmachem wojenną produkcję Szeregowiec Ryan (1998). W pierwszej dekadzie XXI wieku Spielberg powrócił do kręcenia filmów sci-fi – wyreżyserował A.I. Sztuczną inteligencję (2001), Raport mniejszości (2002) oraz Wojnę światów (2005). Następnie wyreżyserował m.in. szereg dramatów, jak Czas wojny (2011), Lincoln (2012), Czwarta władza (2017) czy Fabelmanowie (2022).
Jest także współzałożycielem wytwórni filmowych Amblin Entertaiment i DreamWorks, a także producentem wielu filmów i seriali. Wśród jego stałych współpracowników są kompozytor John Williams czy polski operator Janusz Kamiński. Kilka filmów Spielberga po dziś dzień należy do najbardziej dochodowych produkcji wszech czasów, z kolei siedem z nich zostało wpisanych do National Film Registry i są przechowywane w Bibliotece Kongresu jako dzieła „znaczące kulturowo, historycznie bądź estetycznie”.

## Życiorys

### Rodzina i młodość
Steven Allan Spielberg urodził się w rodzinie ortodoksyjnych Żydów (jego hebrajskie imię to Szmuel), jako pierwsze dziecko i jedyny syn Leah (z domu Posner, następnie Adler, 1920–2017), restauratorki i pianistki oraz Arnolda Spielberga (1917–2020), inżyniera związanego z branżą komputerową. Ma trzy młodsze siostry – Anne, Sue i Nancy. Dziadkowie Spielberga ze strony ojca byli Żydami aszkenazyjskimi przybyłymi z Ukrainy (ówcześnie w granicach Imperium Rosyjskiego) do Cincinnati na początku XX wieku; babka pochodziła z Sudyłkowa, dziadek z Kamieńca Podolskiego. W 1952 roku rodzina Spielbergów przeniosła się do Haddon Township w New Jersey, kiedy ojciec otrzymał tam posadę w RCA. Steven uczęszczał w latach 1953–1957 do szkoły hebrajskiej, do klasy prowadzonej przez rabina Alberta L. Lewisa.
Po czterech latach mieszkania w New Jersey, Spielbergowie przenieśli się do Phoenix, w Arizonie. Rodzina była bardzo zaangażowana w synagogę, a w wieku 13 lat Steven przeszedł uroczystość bar micwy. Przyznawał, że rodzice często rozmawiali z nim na temat Zagłady, gdyż Arnold Spielberg stracił w nim blisko dwudziestu krewnych. Był to powód, dla którego Steven zainteresował się tematem zagłady Żydów, a zarazem zaczął z trudem akceptować swoje pochodzenie. Mimo że jak sam przyznawał, nigdy nie wstydził się być Żydem, to czuł się z tym niekomfortowo. Przyznawał: „Nie jest to coś, do czego lubię się przyznawać […], ale kiedy miałem 7, 8 lub 9 lat... Boże wybacz mi, byłem skrępowany, ponieważ byliśmy ortodoksyjnymi Żydami. Zawstydzało mnie zewnętrzne postrzeganie żydowskich praktyk moich rodziców. Nigdy tak naprawdę nie wstydziłem się być Żydem, ale czasami czułem się nieswojo.” Cierpiał także z powodu powszechnego antysemityzmu – w szkole średniej bywał bity i kopany przez rówieśników, a dwukrotnie wracał do domu ze zakrwawionym nosem. Odszedł od judaizmu w okresie dojrzewania, po tym, gdy rodzina po przeprowadzkach do kolejnych dzielnic odkrywała, że wśród ich mieszkańców są jedynymi Żydami.
W wieku 12 lat nakręcił swój pierwszy domowy film z udziałem zabawkowego pociągu firmy Lionel; film przedstawiał jego wykolejenie. W 1958 roku wstąpił do amerykańskiej organizacji skautów (ang.: Boy Scouts of America) i spełnił wymóg odznaki fotograficznej, kręcąc 9-minutowy film na taśmie 8 mm pt. The Last Gunfight (tł. Ostatnia strzelanina). W końcu osiągnął najwyższą rangę Orliego Skauta, a Spielberg zaczął używać kamery ojca do tworzenia amatorskich filmów i zabierał ją ze sobą na każdą wyprawę harcerską. W wieku 13 lat nakręcił 40-minutowy film wojenny, zatytułowany Escape to Nowhere (tł. Ucieczka donikąd), w którym główne role zagrali jego szkolni koledzy. Film zdobył pierwszą nagrodę w ogólnostanowym konkursie. W ciągu swoich wczesnych lat młodzieńczych i po ukończeniu szkoły średniej, Spielberg zrealizował ok. 20 filmów przygodowych na taśmie 8 mm.
W Phoenix Spielberg oglądał filmy w miejscowym kinie każdej soboty. Niektórymi z obejrzanych wówczas filmów, które uważa za swoje twórcze inspiracje są Godzilla: Król potworów (1956), Bohaterowie morza (1937), Pinokio (1940) oraz Lawrence z Arabii (1962), który określił jako „film, który ustawił go w jego podróży”. Począwszy od 1961 roku przez 3 lata uczęszczał do Arcadia High School. Wtedy to, w 1963 roku, napisał i wyreżyserował swój pierwszy niezależny film, 140-minutową epopeję sci-fi Firelight, która później okazała się inspiracją dla Bliskich spotkań trzeciego stopnia. Pokazany jeden raz w lokalnym kinie film został sfinansowany głównie przez jego ojca, dzięki któremu miał do dyspozycji budżet poniżej 600 dolarów. Siostra Stevena, Lisa zagrała główną rolę, a pozostałymi członkami obsady byli uczniowie Arcadii. Latem 1964 roku bezpłatnie pracował jako asystent w redakcji Universal Studio. W późniejszym czasie rodzina Spielbergów przeniosła się do kalifornijskiej Saratogi. Tam kontynuował naukę w Saratoga High School, którą ukończył w 1965 roku. Rok później Leah i Arnold Spielbergowie rozwiedli się. Steven zdecydował się zostać z ojcem i wraz z nim przeniósł się do Los Angeles, podczas gdy jego siostry pozostały z matką w Saratodze. Aspirując do bycia filmowcem, złożył podanie do szkoły filmowej Uniwersytetu Południowej Kalifornii, jednak odrzucono jego kandydaturę z powodu przeciętnych ocen. Następnie złożył podanie do Uniwersytetu Stanowego Kalifornii, do którego został przyjęty i znalazł się w bractwie Theta Chi.

#### Kontrakt z Universal
W 1968 roku Universal dało młodemu Spielbergowi możliwość napisania scenariusza i reżyserii krótkiego metrażu, który mógłby być wyświetlany w kinach. Tak oto wpadł na pomysł nakręcenia filmu Amblin’. Realizacja przebiegała z udziałem początkującego producenta Denisa Hoffmana, który postawił Spielbergowi dwa warunki – miał nakręcić obraz całkowicie za darmo i przez 10 lat reżyserować wybrane przez niego filmy. Zdjęcia realizowane były w upalne dni na pustynnych terenach miasta Pearblossom w Kalifornii oraz na plaży w Malibu, z kolei ekipa podobnie jak reżyser pracowała bezpłatnie (były to powody, dla których wielu jej członków zrezygnowało z udziału przed końcem zdjęć). Przy realizacji Stevenowi pomagała jego siostra Anne. Z nakręconych w trakcie sześciu tygodni ok. trzech godzin materiału udało się zmontować 26-minutowy metraż.
Premiera filmu odbyła się 18 grudnia 1968 w Loews Crest Theater w Los Angeles, gdzie był wyświetlany wspólnie z obrazem Otto Premingera Skidoo. Amblin’ zdobył także kilka nagród na festiwalach filmowych, w tym na Atlanta Film Festival w 1969 roku. Pod wrażeniem krótkiego metrażu Spielberga okazał się wiceprezes Universalu Sid Sheinberg, który zaproponował młodemu twórcy siedmioletni kontrakt. Po jego podpisaniu Spielberg porzucił studia, by reżyserować telewizyjne produkcje dla wytwórni. To uczyniło go najmłodszym reżyserem, który podpisał długoterminową umowę z dużym studiem w Hollywood.

### Lata 1969–1974
Pierwszą profesjonalną pracą okazała się reżyseria jednego z segmentów pilotażowego odcinka serialowego dreszczowca Night Gallery. Scenariusz do niego napisał autor Strefy mroku Rod Selling, z kolei jego gwiazdą została legenda kina Joan Crawford, która była mocno zaniepokojona faktem, że reżyserować ma ją młody i niedoświadczony nowicjusz. Spielberg, podejmując się zlecenia, chciał zaimponować swoim kolegom fantazyjnymi ujęciami, jednak kierownictwo produkcji kazało mu nakręcić segment w szybkim tempie. Jego wkład w pilota serialu nie został dobrze przyjęty, co stało się powodem, dla którego zrobił sobie krótką przerwę od współpracy z Universalem. Po pewnym czasie Crawford przyznała jednak: „Kiedy zaczęłam pracować ze Stevenem, wszystko zrozumiałam. Od razu stało się oczywiste dla mnie i prawdopodobnie dla wszystkich innych, że oto jest młody geniusz. Pomyślałam, że może większe doświadczenie jest ważne, ale potem pomyślałam o tych wszystkich doświadczonych reżyserach, którzy nie mieli inspirującej intuicji Stevena i którzy odgrywali te same stare, rutynowe występy. Nazywało się to „doświadczeniem”. Wiedziałam wówczas, że Steven Spielberg przed sobą ma wspaniałą przyszłość. Hollywood nie zawsze rozpoznaje talent, ale Stevena nie da się przeoczyć. Przekazałam mu to w notatce, którą mu przesłałam. Napisałam też do Roda Sellinga. Byłam bardzo wdzięczna, że zatrudnił Stevena jako reżysera. Powiedziałam mu, że miał całkowitą rację”.
We wczesnych latach 70. Spielberg bezskutecznie próbował zyskać dofinansowanie do jego niskobudżetowych produkcji. Zajął się pisaniem scenariuszy przy współpracy z innymi scenarzystami, a następnie reżyserowaniem odcinków seriali telewizyjnych, w tym m.in. do Columbo. Mimo braku zadowolenia ze swojej pracy, wykorzystywał okazję do eksperymentowania ze swoimi technikami reżyserskimi i doskonalił swoje umiejętności. Zyskał w końcu przychylne recenzje i zrobił wrażenie na producentach. Zaczął też zarabiać stały dochód, który pozwolił mu na przeprowadzkę do Laurel Canyon w Los Angeles.
Zadowolony z jego pracy Universal podpisał z nim kontrakt na nakręcenie czterech filmów dla telewizji. Pierwszym projektem został Pojedynek na szosie (1971). Scenariusz napisał Richard Matheson, bazując na swoim własnym opowiadaniu opublikowanym pierwotnie w magazynie Playboya. Bohaterem był sprzedawca (Dennis Weaver, którego Spielberg pamiętał z występu w Dotyku zła Orsona Wellesa), który w trakcie jazdy autostradą zaczyna być ścigany przez psychopatycznego kierowcę cysterny. Film zachwycił szefów wytwórni, którzy zaczęli go intensywnie promować w telewizji. Ponadto spotkał się z pozytywnym odbiorem recenzentów, a Universal poprosiło reżysera o nakręcenie większej ilości scen, aby mogło wydać Pojedynek... na rynek międzynarodowy. Niedługo potem Spielberg stanął za kamerą dwóch kolejnych telewizyjnych dreszczowców – Something Evil (1972) i Savage (1973). Obydwa otrzymały jednak przeciętne recenzje.
Postanowił przekonać producentów Richarda D. Zanucka i Davida Browna, aby pozwolili mu zadebiutować jako reżyser filmu kinowego. Tak oto, w 1974 roku powstał Sugarland Express – opowieść o uciekającym młodym małżeństwie (Goldie Hawn i William Atherton), które desperacko pragnie odzyskać opiekę nad dzieckiem z rąk rodziny zastępczej. Oparty na prawdziwej historii film okazał się być początkiem wieloletniej współpracy Spielberga z Johnem Williamsem. Powierzył mu pracę nad ścieżką dźwiękową, ponieważ był pod wrażeniem jego poprzednich kompozycji. Sugarland Express zdobył przychylność recenzentów, z kolei The Hollywood Reporter okrzyknęło Spielberga „kolejnym ważnym reżyserem na horyzoncie”. Na 27. Festiwalu w Cannes został natomiast nagrodzony za scenariusz. Sukces artystyczny nie szedł jednak w parze z komercyjnym. Choć film trafił do blisko 400 kin w Stanach Zjednoczonych, to zarobił jedynie 12 milionów. Spielberg obwiniał za to niekonsekwentny marketing Universalu.

### Lata 1975–1983

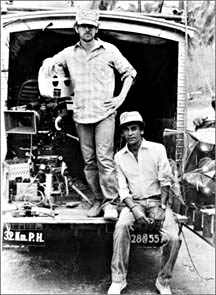
Spielberg z Chandranem Rutnamem na planie Indiany Jonesa i Świątyni Zagłady (1984) w Sri Lance

Zanuck i Brown zdecydowali się kontynuować współpracę z reżyserem i powierzyli mu zekranizowanie bestsellera Petera Benchleya pt. Szczęki. Powieść opowiadała o atakach żarłacza białego na plażowiczów w letnim kurorcie, które skłaniają miejscowego szefa policji do rozpoczęcia polowania na drapieżnika przy pomocy biologa morskiego i starego kapitana kutra. W rolach głównych obsadzeni zostali Roy Scheider, Robert Shaw i Richard Dreyfuss. Okres zdjęciowy okazał się być wyzwaniem; Spielberg niemalże utonął i cudem uniknął zmiażdżenia przez łodzie, a Universal groziło anulowaniem produkcji. Film Szczęki wbrew prognozom okazał się olbrzymim sukcesem – na całym świecie zarobił ponad 470 milionów dolarów i tym samym ustanowił rekord krajowego box office’u, co ówczesna prasa określiła jawsmanią (od oryginalnego tytułu Jaws). Nazwisko Spielberga stało się rozpoznawalne dla widowni, a na 48. ceremonii wręczenia Oscarów dzieło otrzymało 3 Oscary – za muzykę, montaż i dźwięk. Spielberga pochwalił sam Alfred Hitchcock za „myślenie poza wizualną dynamiką teatru” mówiąc: „On jest pierwszym z nas, który nie widzi łuku proscenium”.
Po sukcesie Szczęk odrzucił propozycję reżyserii kontynuacji i rozpoczął pracę nad filmem o UFO, Bliskie spotkania trzeciego stopnia (1977). Do produkcji samodzielnie napisał scenariusz, co czyni ją jednym z nielicznych filmów Spielberga, w którym jego nazwisko widnieje jako scenarzysty, a w roli głównej ponownie obsadził Richarda Dreyfussa. Podczas kręcenia postanowił skorzystać z taśmy 65 mm, chcąc uzyskać jak najlepszą jakość obrazu oraz z nowoczesnego systemu nagrywania dźwięku na żywo. Bliskie spotkania... powtórzyły sukces Szczęk i przy budżecie wynoszącym 19.4 milionów dolarów zarobiły w kinach około 306 milionów oraz zyskały wśród widzów ogromną popularność. Spielberg otrzymał swą pierwszą nominację do Oscara za reżyserię, a sam film otrzymał także 6 kolejnych nominacji – ostatecznie wygrał jedynie za zdjęcia i montaż dźwięku. W 1980 roku na ekrany kin wypuszczona została wersja Special Edition zawierająca zarówno skrócone, jak i nowo dodane sceny.
Następnie podjął się realizacji zwariowanej komedii wojennej 1941 (1979), opowiadającej o mieszkańcach Kalifornii przygotowujących się na najazd Japończyków po ataku na Pearl Harbor. Spielberg czuł się skrępowany, kręcąc komedię, ponieważ nie miał w tym gatunku żadnego doświadczenia. Był jednak chętny zmierzenia się z lżejszym gatunkiem. Universal i Columbia Pictures zgodziły się na wspólne finansowanie produkcji. Po premierze na całym świecie zarobił ponad 92.4 miliona dolarów, ale zarówno większość krytyków, jak i szefowie wytwórni nie polubili filmu. Charles Champlin, pisząc dla „Los Angeles Times”, określił 1941 jako „najbardziej rzucający się w oczy odpad od czasu ostatniego wycieku ropy”. Inny krytyk napisał: „1941 nie jest po prostu głupim oszczerstwem przeciwko jakiejkolwiek konkretnej rasie, płci czy pokoleniu – to wojna przeciwko całej ludzkości”.
Po artystycznej porażce 1941 podjął się współpracy ze swoim przyjacielem George’em Lucasem nad przygodową produkcją Poszukiwacze zaginionej arki (1981), która okazała się pierwszym filmem z serii o Indiana Jonesie. Lucas i Spielberg uznali swoje wspólne dzieło za hołd dla kinowych seriali z lat 30. i 40. Rolę główną otrzymał Harrison Ford, który był pierwszym wyborem Spielberga. Kręcenie zdjęć w Afryce Północnej nie było łatwe, jednak reżyser przyznał, że to doświadczenie udoskonaliło jego przenikliwość biznesową. Poszukiwacze zaginionej arki odnieśli gigantyczny sukces kasowy, a obraz otrzymał 5 Oscarów; Spielberg otrzymał swą drugą nominację do Oscara za reżyserię, a ponadto także za najlepszy film. W międzyczasie zaczął produkować filmy i wyreżyserował segment Kick the Can do filmu Strefa mroku, będącym remakiem popularnego serialu Roda Sellinga. Na planie pierwszego z segmentów, wyreżyserowanego przez Johna Landisa w wyniku katastrofy helikoptera zginęli aktor Vic Morrow wraz z dwójką dziecięcych aktorów. Ponieważ Spielberg ani nie reżyserował, ani nie był obecny przy realizacji sceny, został oczyszczony z zarzutów przez National Transportation Safety Board.
W 1982 roku powrócił do gatunku sci-fi i wyreżyserował E.T., opowiadające o przyjaźni małego chłopca (Henry Thomas) z kosmitą, któremu pomaga wrócić do domu. Zdjęcia były kręcone na tym samym osiedlu i w tym samym czasie, co produkowany przez Spielberga Duch, aby mógł on kontrolować pracę nad obydwoma projektami. E.T. miał premierę na 35. Festiwalu w Cannes, gdzie spotkał się z mocno entuzjastyczną reakcją. Producentka Kathleen Kennedy wspomina: „Nie można było usłyszeć końca filmu, ponieważ ludzie byli na nogach tupiąc i krzycząc. To było jedno z najbardziej niesamowitych doświadczeń. Zorganizowano także specjalny pokaz dla prezydenta Ronalda Reagana i jego żony Nancy, którzy byli rozemocjonowani zakończeniem. Film zarobił na świecie 700 milionów dolarów i otrzymał 9 nominacji do Oscarów, zdobył 4 z nich – za muzykę, efekty specjalne, dźwięk i montaż dźwięku.
Jego kolejnym reżyserskim projektem był prequel Poszukiwaczy zaginionej arki. Indiana Jones i Świątynia Zagłady (1984), który kręcony był w Stanach Zjednoczonych, Sri Lance i Chinach. To właśnie ten film i Gremliny przyczyniły się do utworzenia przez MPAA kategorii wiekowej PG-13, ponieważ niektóre sceny zostały uznane za nieodpowiednie dla dzieci poniżej 13 roku życia. W przypadku Świątyni Zagłady powodem miały być sekwencje przedstawiające dzieci pracujące w kopalniach. Reżyser przyznał później, że nie był zadowolony z drugiego filmu o przygodach Indiany Jonesa ze względu na „brak osobistych akcentów i miłości”. Niemniej film był przebojem i zdobył Oscara za efekty specjalne. Ponadto na jego planie Spielberg poznał swoją przyszłą żonę, aktorkę Kate Capshaw, która wcieliła się w postać piosenkarki Willie Scott.

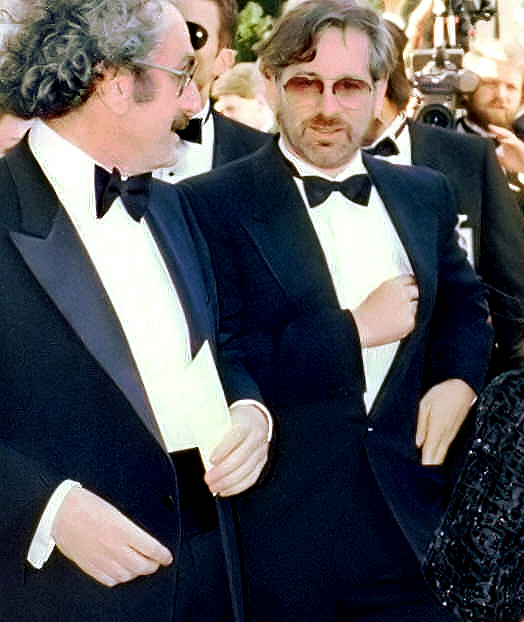
Spielberg (po prawej) na rozdaniu Oscarów (1990)

### Lata 1984–1990
W 1984 roku wraz z Frankiem Marshallem i Kathleen Kennedy założył firmę produkcyjną Amblin Entertaiment. Do 1990 podpisał się jako producent wykonawczy przy dziewiętnastu produkcjach, takich jak Goonies, Skarbonka, Bez baterii nie działa, Powrót do przyszłości, Kto wrobił Królika Rogera? czy Joe kontra wulkan. W przypadku niektórych jak Harry i Hendersonowie czy Piramida strachu napis Steven Spielberg Presents pojawiał się na samym początku filmu. Wiele produkcji Spielberga było skierowanych dla dzieci lub młodzieży, jak chociażby kreskówki Przygody Animków, Animaniacy, Pinky i Mózg czy Freakazoid!. Wyprodukował także animacje autorstwa Dona Blutha – Amerykańską opowieść oraz Pradawny ląd.
Na początku 1985, NBC zaoferowało Spielbergowi dwuletni kontrakt na realizację serialu Niesamowite historie; program reklamowano jako mieszankę Strefy mroku i Alfred Hitchcock przedstawia. Szefowie telewizji dali mu całkowitą swobodę twórczą i budżet wynoszący 1 milion dolarów na każdy odcinek. Po dwóch sezonach i rozczarowującym odbiorze serial nie został kontynuowany. Choć jego zaangażowanie jako producenta różniło się w zależności od projektu, Robert Zemeckis przyznał, że zawsze on szanuje wizję filmowca. Przez lata działalność producencka Spielberga spotykała się jednak z mieszanym odbiorem krytycznym i komercyjnym. W 1992 roku zaczął ją ograniczać tłumacząc: „Produkcja była najmniej satysfakcjonującym aspektem tego, co zrobiłem w minionej dekadzie”. Sukces odniósł w 1994 roku jako producent medycznego dramatu Ostry dyżur.
Na początku lat 80. zaprzyjaźnił się ze Steve’em Rossem, dyrektorem generalnym WarnerMedia, co zaowocowało współpracą z Warner Bros. W 1985 roku wyreżyserował Kolor purpury, adaptację nagrodzonej Pulitzerem powieści Alice Walker pod tym samym tytułem, opowiadającej o pokoleniu Afroamerykanek żyjącym w Ameryce czasów Wielkiej Depresji. Dla Spielberga było to pierwsze zmierzenie się z poważną tematyką; z początku wyrażał zastrzeżenia co do przyjęcia projektu i obawiał się osądzenia o brak wrażliwości odnośnie bohaterek. Film z udziałem Whoopi Goldberg i Oprah Winfrey spotkał się jednak z pozytywnym odbiorem; w kinach okazał się kasowym hitem, a krytycy zaczęli poważnie traktować zaangażowanie Spielberga w gatunek dramatyczny. Roger Ebert okrzyknął nawet produkcję najlepszym filmem roku. Film otrzymał także 11 nominacji do Oscara, a także nagrodę Amerykańskiej Gildii Reżyserów za najlepszą reżyserię.
Po tym jak Chiny przeszły reformy gospodarcze i otworzyły się na amerykański przemysł filmowy, Spielbergowi udało się nakręcić w Szanghaju pierwszy amerykański film od lat 30. Imperium słońca (1987), będące adaptacją autobiograficznej powieści J.G. Ballarda pod tym samym tytułem, opowiada historię młodego chłopca (debiutujący na ekranie Christian Bale) żyjącego w bogatej brytyjskiej rodzinie, który staje się jeńcem wojennym w japońskim obozie internowania podczas II wojny światowej. Krytycy w momencie premiery byli zmieszani; zarzucali reżyserowi „przeciążoną fabułę” czy „bagatelizowanie choroby i głodu”. Krytyk Andrew Sarris nazwał jednak Imperium słońca najlepszym filmem roku, a później umieścił go wśród najlepszych filmów dekady. Mimo sześciu nominacji do Oscara, obraz był rozczarowaniem w box offisie. The New York Times uważał, że film został niesłusznie przeoczony przez publiczność. Spielberg wspominał, że kręcenie Imperium słońca było jednym z najprzyjemniejszych doświadczeń w karierze.
Po nakręceniu dwóch dramatów, Spielberg zamierzał wyreżyserować film Rain Man. Ostatecznie wziął się za trzeci epizod przygód Indiany Jonesa, aby spełnić swoje zobowiązania kontraktowe. Przy okazji Indiana Jonesa i ostatniej krucjaty (1989) powrócił do współpracy z George’em Lucasem i Harrisonem Fordem, z kolei w roli ojca Indiany obsadził Seana Connery’ego. Mając w pamięci mieszaną reakcję na Świątynię Zagłady reżyser zdecydował się stonować w trzeciej części mrok i przemoc. Ostatnia krucjata zdobyła entuzjastyczne recenzje i osiągnęła sukces kasowy, zarabiając 474 miliony dolarów; był to największy hit Spielberga od czasu E.T. Biograf Joseph McBride określił film jako „wielki powrót Spielberga”, a reżyser przyznał, że sporo się nauczył w trakcie realizacji trylogii o Indiana Jonesie.
Również w 1989 roku spotkał się ponownie z Richardem Dreyfussem na planie romantycznego dramatu Na zawsze, remake’u jednego z ulubionych filmów reżysera z dzieciństwa A Guy Named Joe (1943) ze Spencerem Tracym. Fabuła opowiada o śmiałym pilocie (Dreyfuss), zajmującym się gaszeniem pożarów w lasach, który ginie w trakcie jednej akcji ratując życie przyjaciela (John Goodman). Po śmierci staje się mentorem młodego pilota, który z czasem zakochuje się w jego dziewczynie (Holly Hunter). Ta historia była dla Spielberga osobista: „Jako dziecko byłem bardzo sfrustrowany i może widziałem w filmie swoich własnych rodziców. Brakowało mi też w życiu dziewczyn. I utkwiło to we mnie”. Na temat filmu dyskutował z Dreyfussem już w 1975 roku, mając pod ręką dwanaście szkiców scenariusza. Na zawsze nie zyskało sukcesu finansowego i zebrało mieszane recenzje. Janet Maslin z „The New York Times” napisała: „Na zawsze wypełnione jest wielkimi sentymentalnymi momentami, w których brakuje jednak intymności, by stały się poruszające.”

### Lata 1991–1998

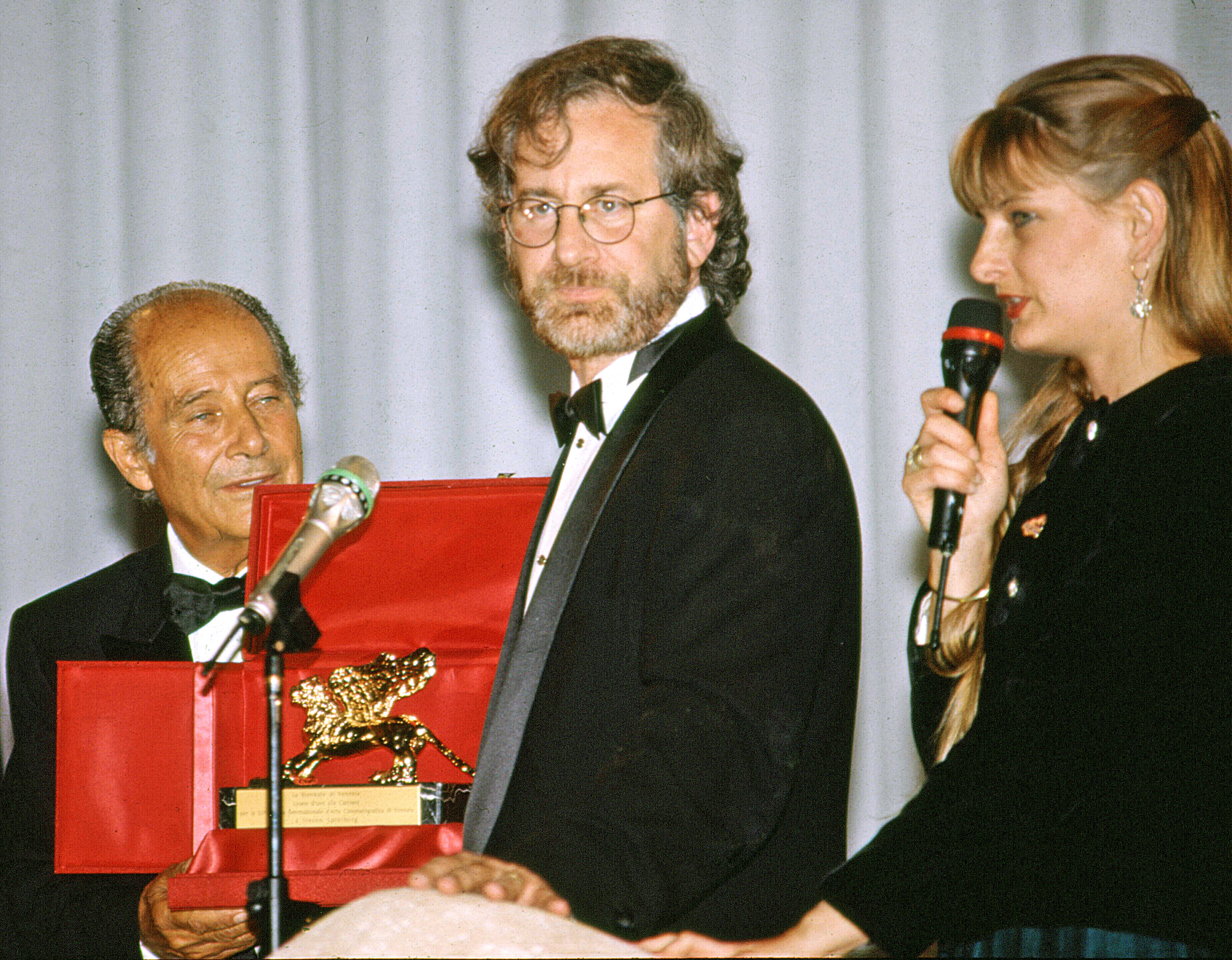
Spielberg odbierający Złotego Lwa z rąk Gillo Pontecorvo na 50. Międzynarodowym Festiwalu Filmowym w Wenecji (1993)

Po niewielkiej porażce, w wyniku której reżyser czuł „artystyczne utknięcie”, powrócił w 1991 roku. Premierę miał wówczas Hook, opowiadający o Piotrusiu Panu w średnim wieku (Robin Williams), który powraca do Nibylandii. Podczas kręcenia Williams, Dustin Hoffman i Julia Roberts popadli ze sobą w konflikt; Spielberg w programie 60 Minutes wyznał, że już nigdy nie będzie pracował z Roberts. Choć nominowany do pięciu Oscarów film cieszył się uznaniem w studio, nie przypadł do gustu krytykom, którzy określili Hooka „rozlanym”. Pisząc dla „The Washington Post”, Hal Hinson opisał film jako „zbyt przemysłowo zorganizowany i przyziemny”. W kasie zarobił jednak ponad 300 milionów dolarów na całym świecie przy budżecie 70 milionów. W 1993 roku Spielberg pełnił funkcję producenta wykonawczego serialu sci-fi NBC SeaQuest; produkcja nie okazała się hitem.
W 1993 roku powrócił do kina przygodowego przy okazji Parku Jurajskiego, na podstawie powieści Michaela Crichtona i scenariusza napisanego wspólnie przez autora pierwowzoru i Davida Koeppa. Miejscem akcji Parku Jurajskiego jest fikcyjna wyspa w pobliżu Kostaryki, gdzie zespół genetyków tworzy park wymarłych dinozaurów. Odchodząc od swego modelu przygotowań do produkcji, Spielberg wraz z projektantami wcześnie przygotował scenorysy niektórych fragmentów powieści. Wykorzystał także rewolucyjne jak na owe czasy wygenerowane komputerowo efekty specjalne dostarczone przez Industrial Light & Magic. Park Jurajski został ukończony na czas i stał się najbardziej dochodowym filmem w tamtym czasie oraz zdobył trzy Oscary. Dominacja produkcji w kinach, a także pensja Spielberga w wysokości 250 milionów dolarów sprawiły, że reżyser stał się świadom własnego sukcesu.

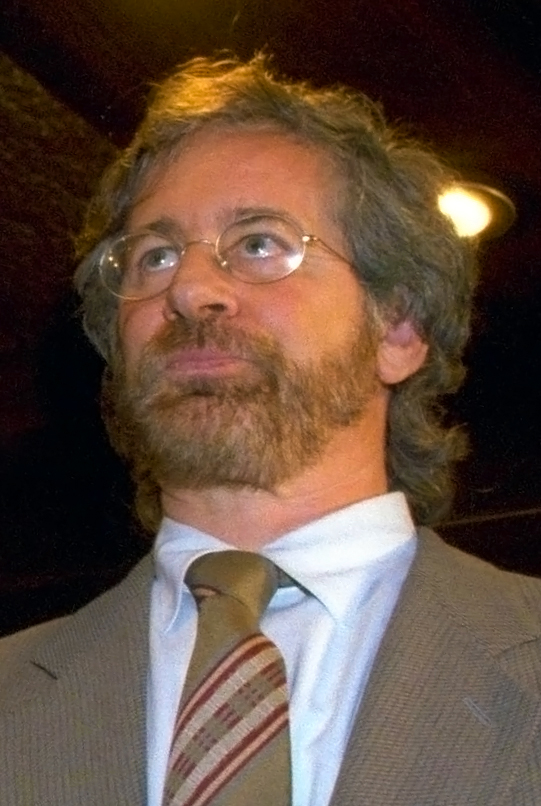
Spielberg na izraelskiej premierze Listy Schindlera, 3 marca 1994

W tym samym roku wyreżyserował Listę Schindlera, opowiadającą historię Oskara Schindlera, niemieckiego przedsiębiorcy, który ryzykował życiem, ratując 1100 Żydów przed Holokaustem. Scenariusz oparty został na Arce Schindlera autorstwa australijskiego powieściopisarza Thomasa Keneally’ego. Spielberg czekał dziesięć lat na nakręcenie filmu, ponieważ nie czuł się wystarczająco „dojrzale”, by odwzorować ciężar tematu. Zależało mu na poruszeniu tematu swego pochodzenia, a wpływ na to miały mieć narodziny jego syna Maxa. Zdjęcia rozpoczęły się 1 marca 1993 roku w Krakowie, kiedy to montował jeszcze Park Jurajski. Aby filmowanie było dla niego znośne, zabrał ze sobą do Polski żonę i dzieci. Podczas gdy Lista Schindlera była chwalona przez większość krytyków, niektórzy odbiorcy, w tym filmowiec Claude Lanzmann, skrytykowali film za słabe odwzorowanie zagłady Żydów. Imre Kertész, węgierski pisarz ocalały z obozu koncentracyjnego, nazwał obraz kiczem, mówiąc: „Uważam za kicz każdą reprezentację Holokaustu, która jest niezdolna do zrozumienia lub nie chce zrozumieć organicznego związku między naszym własnym zdeformowanym trybem życia a samymi możliwościami Holokaustu.” Wbrew oczekiwaniom film odniósł komercyjny sukces, a Spielberg wykorzystał swój procent zysków, aby założyć Shoah Foundation, organizację non-profit, która archiwizuje zeznania ocalałych z zagłady Żydów. Lista Schindlera zdobyła siedem Oscarów, w tym za najlepszy film i pierwszą statuetkę Spielberga dla najlepszego reżysera. Zdobyła także siedem nagród BAFTA i trzy Złote Globy. Według American Film Institute, Lista Schindlera jest jednym ze 100 najlepszych amerykańskich filmów wszech czasów.
W 1994 roku zrobił sobie przerwę od reżyserii, aby móc spędzić więcej czasu z rodziną i założył nowe studio filmowe DreamWorks wraz z Jeffreyem Katzenbergiem i Davidem Geffenem. Powodem założenia wytwórni miała być chęć posiadania większej swobody artystycznej i dystrybucyjnej nad swoimi filmami. On i jego partnerzy porównywali swoje wspólne przedsięwzięcie do założenia United Artists w 1919 roku. Inwestorami byli założyciele Microsoftu Paul Allen i Bill Gates. Po założeniu DreamWorks Spielberg nadal jednak zarządzał Amblin Entertainment i wciąż reżyserował filmy dla innych studiów. W międzyczasie pomógł także zaprojektować park rozrywki w tematyce Parku Jurajskiego w Universal Orlando na Florydzie. Obciążenie pracą przy kręceniu filmów i prowadzeniem studia rodziło pytania o jego zobowiązania, jednak Spielberg utrzymywał, że „dobrze godzi swą pracę w życiu i wciąż jest w domu o szóstej oraz w weekendy”.

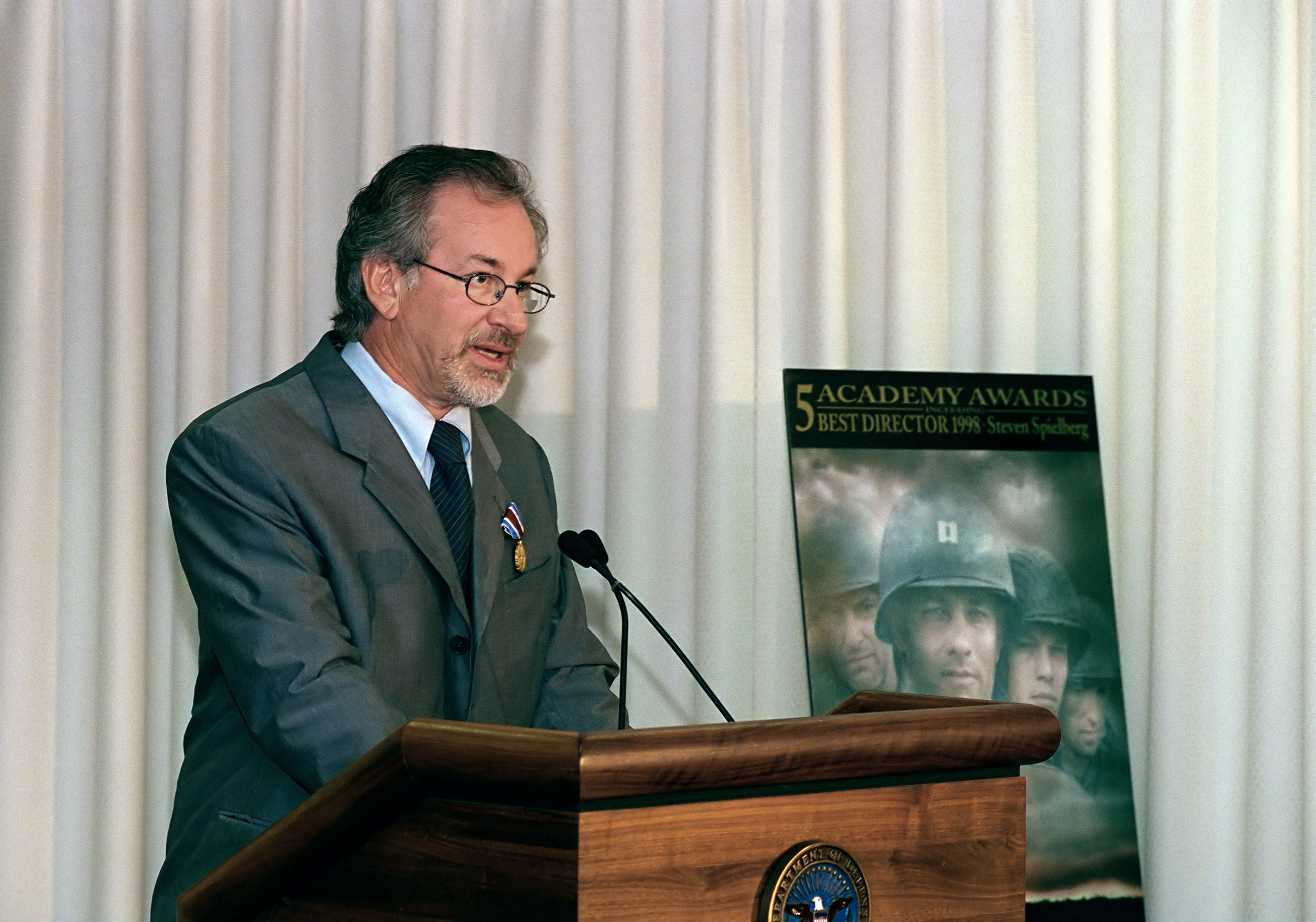
Spielberg po przyjęciu Medalu Zasłużonej Służby Publicznej w Pentagonie, 11 sierpnia 1999

Po przerwie powrócił do reżyserii sequelem Parku Jurajskiego. Bohaterem Zaginionego świata: Jurassic Park (1997) jest znany z pierwszej części Ian Malcolm (Jeff Goldblum), który wraz ze swoim zespołem badawczym zajmuje się dinozaurami na wyspie Parku Jurajskiego. Tym razem Spielberg chciał, aby stworzenia na ekranie były bardziej realistyczne niż w pierwszym filmie; używał scenorysów 3D, obrazów komputerowych i mechanicznych kukiełek. Budżet kontynuacji wyniósł 73 miliony dolarów. Zaginiony świat powtórzył kasowy sukces poprzednika i stał się jednym z najbardziej dochodowych filmów 1997 roku. Nie powtórzyli swego zachwytu z kolei krytycy. Jeden z nich piszący dla „The Village Voice” uznał, że sequel jest lepiej zrobiony, ale mniej rozrywkowy. „The Guardian” z kolei napisał: „Wygląda jakby reżyser był na autopilocie [...] Efekty specjalne nie dają podstaw do dyskusji.”
Jego pierwszy film powstały dla DreamWorksa, Amistad (1997) oparty był na prawdziwych wydarzeniach z 1839, kiedy to na pokładzie statku La Amistad wybuchł bunt niewolników. Producentka Debbie Allen, po przeczytaniu książki uznała, iż Spielberg byłby idealnym reżyserem do opowiedzenia tej historii. Sam początkowo wahał się z podjęciem przedsięwzięcia, obawiając się porównań z Listą Schindlera, ale powiedział: „Nigdy nie planowałem tak mojej kariery [...] Ostatecznie robię to, co myślę, że muszę”. Do produkcji, w którym główne role zagrali Morgan Freeman, Anthony Hopkins, Matthew McConaughey i Djimon Hounsou wykorzystał dziesięcioletnie badania Allen w celu odtworzenia skomplikowanych scen historycznych. Film miał problemy ze znalezieniem publiczności i słabo poradził sobie w box office’ie. Spielberg za przyczynę uznał, że Amistad za bardzo przypomina lekcji historii.
Kolejnym projektem reżyserskim stała się wojenna epopeja Szeregowiec Ryan (1998), opowiadająca o grupie amerykańskich żołnierzy z II wojny światowej dowodzonych przez kpt. Millera (Tom Hanks) wysłanej, by sprowadzić do domu spadochroniarza, którego trzech starszych braci zginęło w ciągu tego samego dnia podczas lądowania w Normandii. Okres zdjęciowy odbył się w Anglii, z kolei amerykański marine Dale Dyle został zatrudniony do szkolenia aktorów i pomagał im nie wychodzić z ról w trakcie scen batalistycznych. W połowie zdjęć Spielberg przypomniał aktorom, że grając w filmie, składają hołd swoim dziadkom i zarazem jego ojcu, którzy walczyli na froncie. Po premierze krytycy chwalili kierunek filmu i realistyczne przedstawienie wojny. Na całym świecie Szeregowiec Ryan zarobił 481 milionów dolarów, a Spielberg zdobył swojego drugiego Oscara za najlepszą reżyserię. W sierpniu 1999 roku Spielberg i Hanks zostali odznaczeni przez sekretarza obrony Williama Cohena Medalem Zasłużonej Służby Publicznej.

### Lata 1999–2007
W 2001 roku Spielberg wraz z Hanksem sprawował funkcję producenta miniserialu HBO Kompania braci, opartego na książce Stephena Ambrose’a. Bohaterami 10-odcinkowego serialu są żołnierze legendarnej Kompanii E, 506. Spadochronowego Pułku Piechoty należącego do 101. Dywizji Powietrznodesantowej Armii Stanów Zjednoczonych. Produkcja otrzymała Złoty Glob dla najlepszego miniserialu. W tym samym roku przeniósł na ekran projekt zmarłego w 1999 roku Stanleya Kubricka pt. A.I. Sztuczna Inteligencja, będący luźną adaptacją opowiadania Briana Aldissa. Kubrick zwrócił się do niego z propozycją nakręcenia filmu już w 1979 roku. Spielberg w trakcie zdjęć starał się zachować filmowy styl zmarłego reżysera, co spotkało się z mieszanym odbiorem niektórych recenzentów. Fabuła się obraca wokół androida Davida (Harley Joel Osment), który pragnie zostać prawdziwym chłopcem. Krytycy zwrócili uwagę na obecność sentymentalności Spielberga w filmie, z kolei Roger Ebert napisał: „Oto jeden z najbardziej ambitnych filmów ostatnich lat […], ale błędem jest proszenie o zainwestowanie naszych emocji w postać, będącą maszyną”. Film zdobył pięć nagród Saturn i zarobił 236 milionów dolarów na całym świecie.
Wraz z Tomem Cruise’em współpracował przy futurystycznej produkcji neo-noir opartej na opowiadaniu Philipa K. Dicka Raport mniejszości (2002), opowiadającym o grupie śledczych zwalczających przestępstwa przed ich popełnieniem. Film spotkał się z uznaniem krytyków; Ebert uznał Raport mniejszości za najlepszy film 2002 roku i pochwalił przedstawioną w nim wizję przyszłości. Bardziej krytyczny był krytyk Todd McCarthy, który zarzucał Spielbergowi niewystarczającą ilość scen akcji. Przychody z kas kinowych na całym świecie wyniosły ponad 358 milionów dolarów. Drugi film reżysera z 2002 roku, Złap mnie, jeśli potrafisz, opowiada o przygodach młodego oszusta (Leonardo DiCaprio) działającego w latach 60. XX wieku. Poza DiCaprio w rolach głównych obsadzeni zostali także Tom Hanks i Christopher Walken. Spielberg przyznał: „Zawsze kochałem filmy o sensacyjnych łotrach – łamią prawo, ale trzeba ich po prostu kochać za posiadanie jaj”. Film odniósł komercyjny i krytyczny sukces oraz otrzymał 2 nominacje do Oscara – dla Johna Williamsa za najlepszą muzykę i dla Walkena najlepszą rolę drugoplanową.
W 2004 roku premierę miał Terminal, przy którym po raz trzeci podjął się współpracy z Tomem Hanksem, który tym razem wcielił się w postać mężczyzny z Europy Wschodniej, który wskutek sytuacji politycznej we własnym kraju utyka na lotnisku w USA. Choć film był chwalony za scenografię, to odbiór recenzentów okazał się być mieszany. Odniósł jednak sukces komercyjny. W kolejnym roku premierę miały dwa filmy Spielberga. Wpierw wyreżyserował nowoczesną adaptację Wojny światów, będącą koprodukcją Paramount Pictures i DreamWorksa. Powodem, dla którego podjął się projektu jest fakt, że Spielberg był fanem zarówno powieści H.G. Wellsa, jak i ekranizacji z 1953 roku. W roli głównej ponownie obsadził Toma Cruise’a. Wojna światów (2005) opowiada historię amerykańskiego pracownika portowego, który w trakcie inwazji obcych walczy o zjednoczenie swoich dzieci z ich matką, a jego ex-żoną. Reżyser postanowił tym razem wykorzystać scenorysy w celu ułatwienia aktorom reagowania na efekty komputerowe, których na planie nie mogli oczywiście zobaczyć. Korzystał także z naturalnego oświetlenia, ponieważ nie chciał aby film wyglądał na typowo „przestylizowane” science fiction. Po premierze obraz był hitem kasowym, zarabiając na całym świecie ponad 600 milionów dolarów.

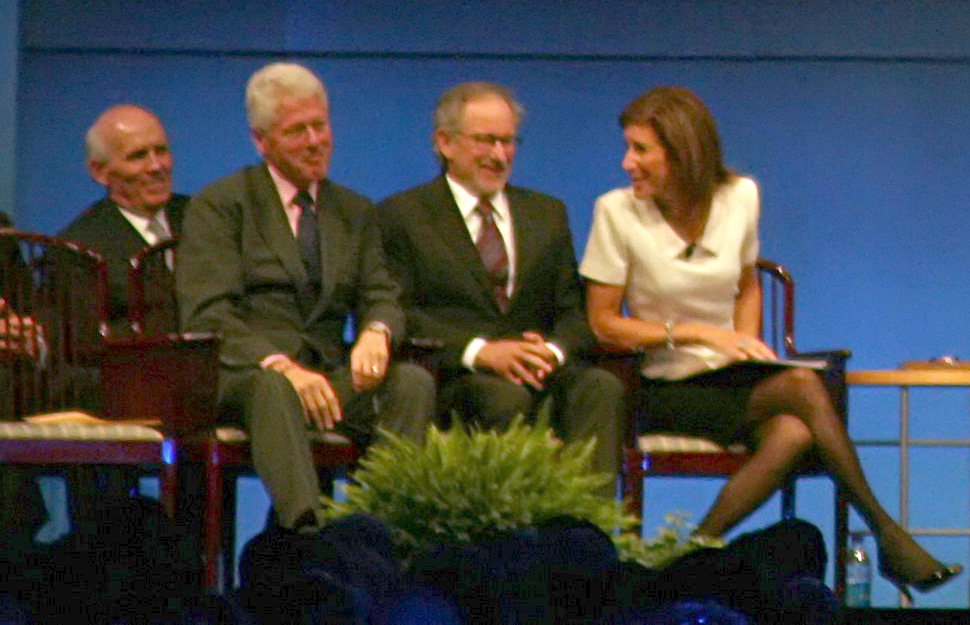
Spielberg z prezydentem Billem Clintonem (2009)

Drugi film z 2005 roku – Monachium przedstawia sprawę Masakry w Monachium z 1972 roku, w trakcie której porwano i zamordowano 11 izraelskich sportowców. Film oparty jest na książce Zemsta autorstwa kanadyjskiego dziennikarza George’a Jonasa, na podstawie której powstał wcześniej film telewizyjny Miecz Gideona z 1986 roku. Spielberg, który osobiście pamiętał ten incydent, przed nakręceniem filmu zasięgał rady m.in. u byłego prezydenta Billa Clintona, ponieważ nie chciał stwarzać dalszych problemów na Bliskim Wschodzie. Chociaż obraz zebrał w większości pozytywne recenzje, to niektórzy krytycy postrzegali go jako antysemicki, co czyni go jednym z najbardziej kontrowersyjnych filmów Spielberga do tej pory. Monachium otrzymało pięć nominacji do Oscara: za film, montaż, muzykę, scenariusz adaptowany i reżyserię.
W połowie pierwszej dekady XXI w. Spielberg ograniczył swoją karierę reżyserską i stał się selektywny w podejmowaniu projektów filmowych. W grudniu 2005 roku wraz z partnerami sprzedał DreamWorks koncernowi medialnemu Viacom (obecnie znanemu jako ViacomCBS). Sprzedaż została sfinalizowana w lutym 2006 roku. W czerwcu 2006 roku planował nakręcić Interstellar, ale porzucił projekt, który ostatecznie został 8 lat później wyreżyserowany przez Christophera Nolana. W tym czasie Spielberg pozostał aktywny jako producent; wyprodukował w 2005 roku Wyznania gejszy, adaptację powieści Arthura Goldena. Razem z Robertem Zemeckisem byli współproducentami animacji Straszny dom (2006), co czyni film ich ósmą współpracą. Po raz pierwszy współpracował z Clintem Eastwoodem, produkując w 2006 roku wspólnie z Robertem Lorenzem dwie wojenne produkcje skoncentrowane na bitwie o Iwo Jimę – Sztandar chwały i Listy z Liwo Jimy. Spielberg ponadto pełnił funkcję producenta wykonawczego przy thrillerze Niepokój (2007) oraz serii filmów Transformers. W tym samym roku Spielberg i Mark Burnett byli współproducentami On the Lot, reality show poświęconego tematyce filmowej.

### Lata 2008–2015
W 2008 Spielberg powrócił do serii Indiany Jonesa po 19 latach, reżyserując Indianę Jonesa i Królestwo Kryształowej Czaszki. Czwarta część cyklu rozgrywa się w 1957 roku, kiedy to tytułowy bohater walczy z sowieckimi agentami dowodzonymi przez Irinę Spalko (Cate Blanchett), którzy poszukują legendarnej kryształowej czaszki. Ekipa zakończyła prace na planie w październiku 2007 roku, z kolei premiera odbyła się 22 maja 2008 roku. Był to jego pierwszy film nienakręcony dla DreamWorks od 11 lat. Choć krytycy oceniali film przychylnie, to wielu fanów było rozczarowanych wprowadzeniem do serii wątku pozaziemskiego, który był nietypowy względem poprzednich części. Pisząc dla australijskiego The Age, Tom Ryan pochwalił Spielberga i George’a Lucasa za realistyczną scenerię z lat 50., uznając „energię ekspozycji” za imponującą. Sama produkcja była sukcesem kasowym, która zarobiła na całym świecie 790 milionów dolarów.

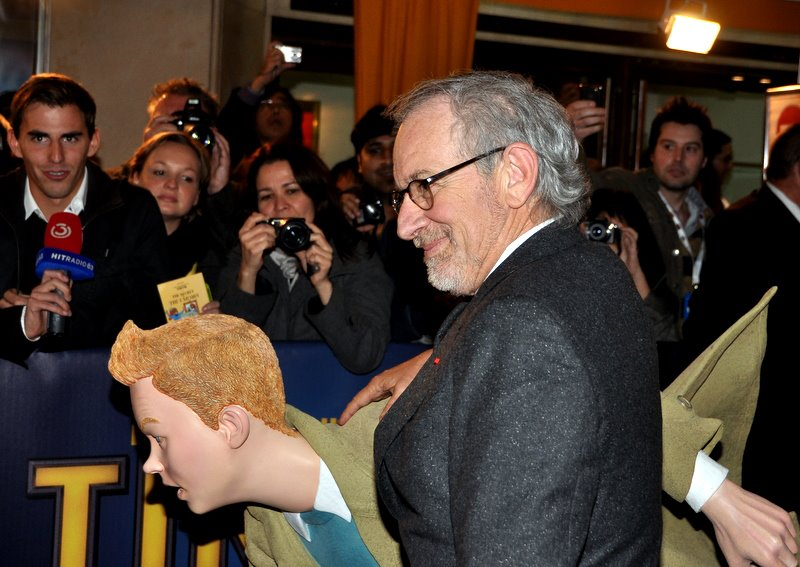
Spielberg na premierze Przygód Tintina (2011)

Na początku 2009 roku nakręcił pierwszy z planowanej trylogii animowanych filmów motion capture, opartych na belgijskiej serii komiksów o młodym podróżniku Tintinie, autorstwa Hergé. Reżyser został jej fanem w 1981 roku po tym, gdy jedna z recenzji Poszukiwaczy zaginionej arki porównała film do Tintina. Współprodukowane przez Petera Jacksona Przygody Tintina miały premierę 22 października 2011 roku w Brukseli. Film został wydany w kinach w Ameryce Północnej trzy miesiące później w 3D i IMAX. Otrzymał głównie pozytywne recenzje od krytyków i zarobił ponad 373 miliony dolarów z kas światowych kin. Przygody Tintina zdobyły nagrodę dla najlepszego filmu animowanego na 69. Złotych Globach. Był to pierwszy film spoza firmy Pixar, który zdobył tę nagrodę od czasu wprowadzenia kategorii.
Latem 2010 roku, w Anglii stanął za kamerą dramatu wojennego Czas wojny, adaptacji powieści Michaela Morpurgo pod tym samym tytułem z 1982. Fabuła podąża za brytyjskim chłopcem, który zaprzyjaźnia się ze swoim koniem Joyem w trakcie trwającej I wojny światowej. Dystrybuowany przez Walt Disney Studios, z którym DreamWorks zawarł umowę dystrybucyjną w 2009 roku, Czas wojny był pierwszym z czterech filmów Spielberga wydanych przez Disneya. Premiera nastąpiła kilka dni po Przygodach Tintina – 25 grudnia 2011 roku. Spotkał się z uznaniem krytyków i był nominowany do sześciu Oscarów, w tym za najlepszy film. W swojej recenzji dla magazynu Salon, Andrew O’Hehir napisał: „W tym momencie swojej kariery Spielberg dąży do osobistych celów, a wszystko, co jest wspaniałe, zbyt płaskie i przerażająco słodkie w Czasie wojny, odzwierciedla to”.

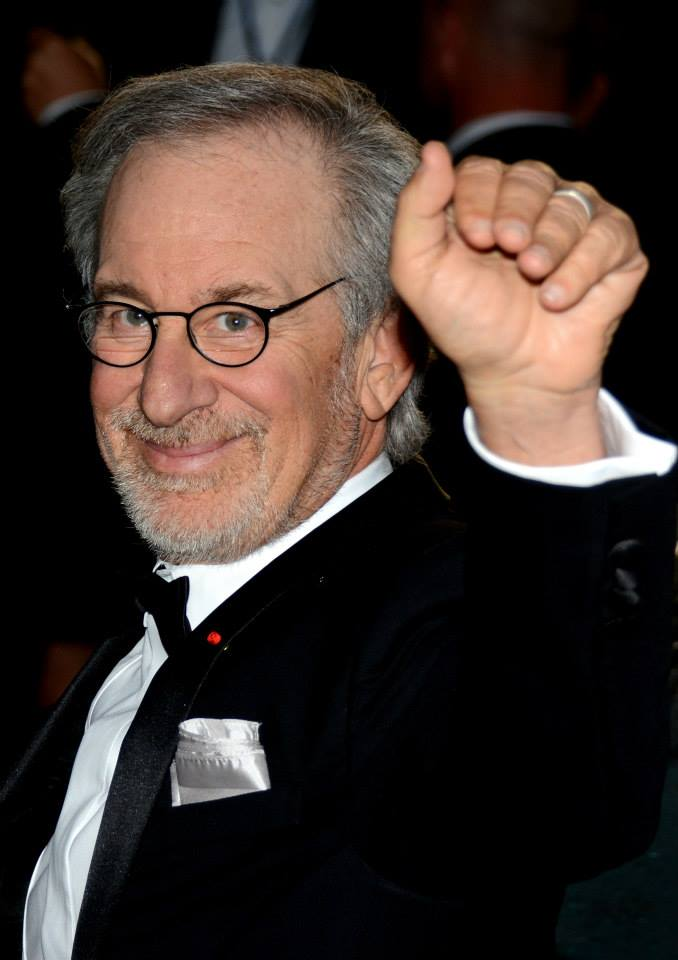
Spielberg na 66. Międzynarodowym Festiwalu Filmowym w Cannes (2013)

Spielberg powrócił do tematu II wojny światowej, współprodukując wraz z Tomem Hanksem i Garym Goetzmanem miniserial Pacyfik z 2010 roku, skupiający się na bitwach na morzach Oceanu Spokojnego. Następnie, w 2011 roku współtworzył z Robertem Rodatem dla stacji TNT serial sci-fi Wrogie niebo, którego został także producentem. W tym samym roku wyprodukował dla Foxa także inny serial o tematyce fantastycznonaukowej – Terra Nova. Jej akcja rozpoczyna się w 2147 roku, kiedy to całe życie na Ziemi jest zagrożone całkowitym wyginięciem, w wyniku czego naukowcy odkrywają dziurę w czasoprzestrzeni, pozwalającą ludziom cofnąć się o 85 milionów lat do czasów prehistorycznych. Także w 2011 roku wyprodukował thriller J.J. Abramsa Super 8.
W 2012 roku premierę miał Lincoln. Nakręcony przez Spielberga dramat historyczny oparty na książce Team of Rivals: The Political Genius of Abraham Lincoln autorstwa Doris Keans Goodwin, opisuje ostatnie cztery miesiące życia szesnastego prezydenta Stanów Zjednoczonych Abrahama Lincolna. W roli tytułowej obsadzony został Daniel Day-Lewis, z kolei w roli Pierwszej Damy Mary Todd Lincoln – Sally Field. Film ze scenariuszem Tony’ego Kushnera został nakręcony w Richmond w stanie Wirginia pod koniec 2011 roku i pojawił się w amerykańskich kinach w listopadzie 2012 roku. Lincoln został doceniony, zarobił ponad 250 milionów dolarów na całym świecie i był nominowany do dwunastu Oscarów, w tym dla najlepszego filmu i najlepszego reżysera. Statuetki otrzymał z kolei za scenografię oraz dla Day-Lewisa za główną rolę męską. Krytyk z The Irish Times komplementował reżyserię: „Wbrew przeciwnościom Spielberg robi coś naprawdę ekscytującego z zakulisowego kadzenia”.
W maju 2013 roku ogłoszono, że Spielberg wyreżyseruje film Snajper. Opuścił jednak projekt przed rozpoczęciem produkcji i zastąpił go Clint Eastwood. Zamiast tego wziął się za reżyserię Mostu szpiegów (2015), rozgrywającego się w czasach zimnej wojny thrillera opartego na incydencie U-2 z 1960 roku i skupiającego się na negocjacjach Jamesa B. Donovana z Sowietami w sprawie uwolnienia pilota Gary’ego Powersa po tym, jak jego samolot został zestrzelony nad terytorium ZSRR. Scenariusz napisali bracia Joel i Ethan Coen, a w filmie wystąpił Tom Hanks jako Donovan, a także Mark Rylance, Amy Ryan i Alan Alda. Okres zdjęciowy odbył się jesienią 2014 roku w Nowym Jorku, Berlinie i Wrocławiu, z kolei premiera nastąpiła 16 października. Most szpiegów cieszył się popularnością wśród krytyków i nominowany został do 6 Oscarów. Statuetkę zdobył jedynie Rylance za rolę drugoplanową, co czyni go drugim aktorem, który otrzymał Oscara za występ w filmie reżyserii Spielberga.

### Lata 2016-obecnie
W 2016 roku nakręcił produkcję fantasy BFG: Bardzo Fajny Gigant, na podstawie powieści dla dzieci Roalda Dahla Wielkomilud. Główne role otrzymali debiutująca na dużym ekranie Ruby Barnhill oraz Mark Rylance jako tytułowy gigant. DreamWorks kupiło prawa do powieści w 2010 roku, z kolei reżyserem ekranizacji miał wówczas zostać John Madden. Dla scenarzystki E.T. Mellissy Mathison był to ostatni film, do którego napisała scenariusz przed jej śmiercią w listopadzie 2015 roku. Współproducentem i dystrybutorem zostało Walt Disney Pictures, w wyniku czego był to pierwszy film sygnowany logiem Disneya, który wyreżyserował Spielberg. BFG miało swoją premierę w sekcji pozakonkursowej na 69. Festiwalu Filmowym w Cannes w 2016 roku i pojawił się w szerokiej kinowej dystrybucji 1 lipca 2016 roku. Krytycy okazali się być rzetelni w stosunku do filmu; Michael Phillips z „Chicago Tribune” porównywał niektóre sceny do prac wcześniejszych filmowców, z kolei Liz Braun z „Toronto Sun” była zdania, że w filmie są „momenty zachwytu i rozkoszy […], ale niewystarczające”.

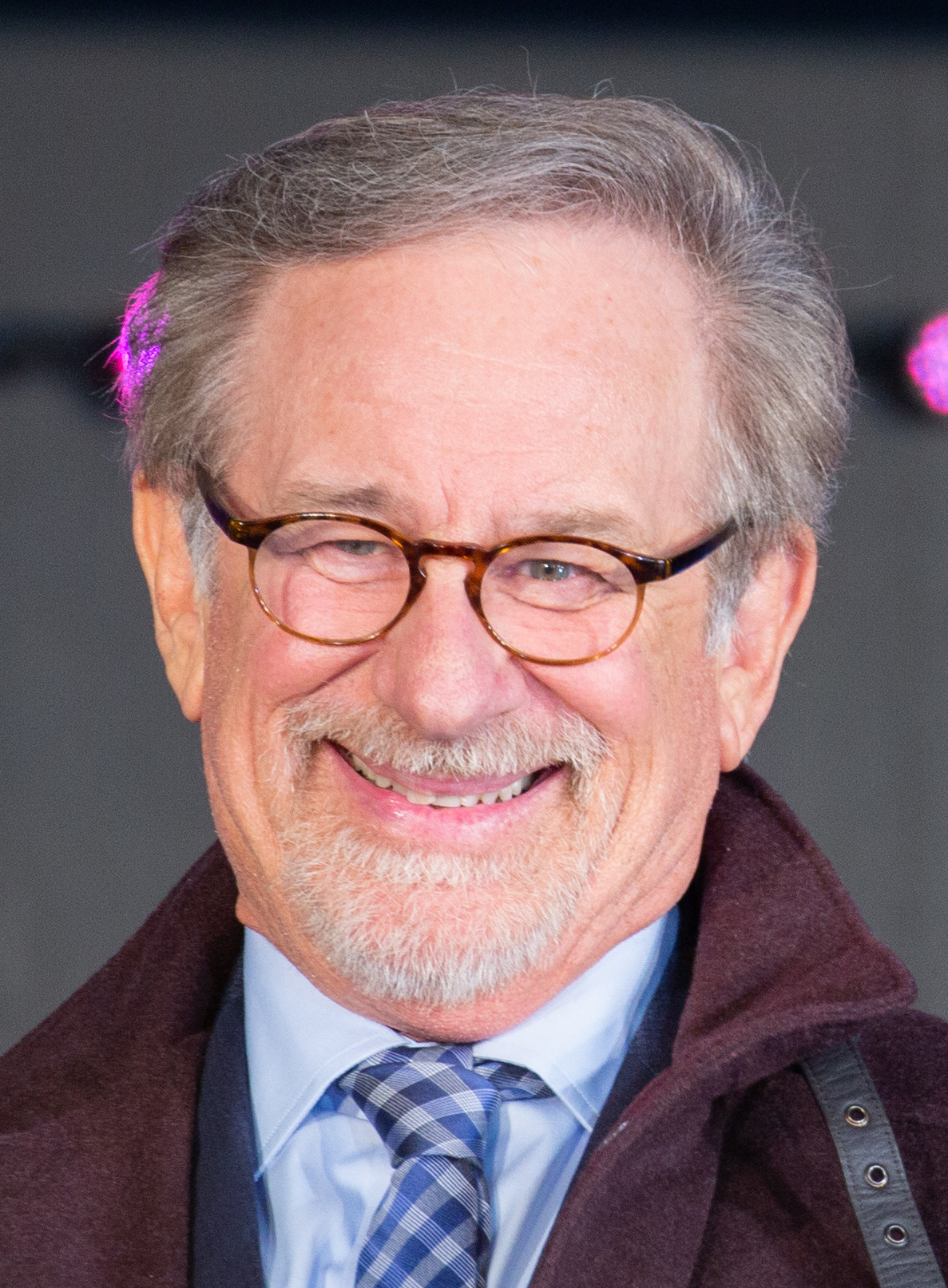
Spielberg w trakcie promocji filmu Player One w Japonii (2018)

Rok później Spielberg wyreżyserował Czwartą władzę (2017), relacjonującą kulisy publikacji Pentagon Papers przez dziennik „The Washington Post”. Gwiazdami produkcji zostali Tom Hanks i Meryl Streep. Reżyser przyznał: „Kiedy przeczytałem pierwszy szkic scenariusza, uznałem, że nie było to coś, co mogło poczekać trzy lata lub dwa lata – to była historia, którą czułem, że trzeba już dzisiaj opowiedzieć”. Produkcja rozpoczęła się w Nowym Jorku 30 maja 2017 roku, a premiera w szerokiej dystrybucji nastąpiła 12 stycznia 2018 roku. Czwarta władza spotkała się pozytywnym odbiorem; krytyk z Associated Press napisał: „Spielberg napełnia każdą scenę napięciem i życiem oraz wspaniałą zwyczajnością, w której przekazywaniu zawsze był tak dobry”. W 2017 roku Spielberg i inni filmowcy pojawili się w serialu dokumentalnym Netflixa Five Came Back, w którym omówiony został wkład reżyserów Franka Capry, Johna Forda, Johna Hustona, George’a Stevensa i Williama Wylera w udokumentowanie II wojny światowej. Pełnił również funkcję producenta wykonawczego serialu.
W 2018 roku premierę miał jego kolejny film sci-fi Player One, oparty na książce Ernesta Cline’a o tym samym tytule. Fabuła rozgrywa się w 2045 roku, kiedy to większa część ludzkości korzysta z wirtualnej rzeczywistości, aby uciec od realnego świata. Zdjęcia rozpoczęły się w lipcu 2016 roku, a wytwórnia Warner Bros. zaplanowała premierę na 15 grudnia 2017 roku, jednak przesunęła ją na marzec 2018 roku, aby uniknąć konkurowania w kinach z filmem Gwiezdne Wojny: Ostatni Jedi. Ostatecznie odbyła się na festiwalu filmowym South by Southwest w 2018 roku. Chociaż krytycy chwalili sceny akcji w Player One, to zarzucali filmowi długość oraz zbytnie nadużywanie nostalgii lat 80.
W 2019 roku Spielberg rozpoczął zdjęcia do swego wymarzonego projektu – West Side Story, będącego drugą adaptacją musicalu z muzyką Leonarda Bernsteina po filmie Roberta Wise’a i Jerome Robbinsa z 1961 roku. Autorem scenariusza został Tony Kushner, z którym Spielberg pracował przedtem nad Monachium i Lincolnem, z kolei numery muzyczne i miejsce akcji West Side Story pozostawiono niezmienione. Premiera pierwotnie zaplanowana na grudzień 2020 roku została przesunięta o rok z powodu pandemii COVID-19. Film zebrał pozytywne recenzje od krytyków, z kolei Spielberg zadedykował go swemu ojcu, który zmarł w trakcie produkcji w wieku 103 lat.
Planował pierwotnie wyreżyserować piątą część przygód Indiany Jonesa. Poza Spielbergiem, potwierdzony został powrót Harrisona Forda do głównej roli, producentów Kathleen Kennedy i Franka Marshalla oraz scenarzysty Królestwa Kryształowej Czaszki, Davida Koeppa. Ostatecznie Spielberg zrezygnował z reżyserii, pozostając wyłącznie przy funkcji producenta i zastąpił go James Mangold.

### Inne przedsięwzięcia
Reżyser jest zapalonym graczem począwszy od 1974 roku; w 2005 roku Spielberg współpracował z Electronic Arts (EA) przy kilku grach, w tym jednej dla konsoli Wii – Boom Blox oraz jej sequelu Boom Blox Bash Party. Dla EA pracował także nad serią Medal of Honor. W 1996 roku pomagał przy tworzeniu i projektowaniu gry przygodowej LucasArts The Dig. Współpracował także z wydawcami oprogramowania Knowledge Adventure przy grze Steven Spielberg’s Director’s Chair, która została wydana w 1996 roku; Spielberg pojawia się w grze, aby kierować graczem.
Spielberg grał w wiele gier przygodowych od LucasArts, w tym w pierwsze gry serii Monkey Island. Jest posiadaczem konsol Wii, PlayStation 3, PSP i Xbox 360 oraz lubi grać w strzelanki pierwszoosobowe, takie jak seria Medal of Honor i Call of Duty 4: Modern Warfare. Nie lubi stosowania przerywników filmowych w grach i uważa, że naturalne opowiadanie historii jest wyzwaniem dla ich twórców.

## Styl filmowy

### Inspiracje
Spielberg wymienił To wspaniałe życie (1946) Franka Capry jako film, który wywarł wpływ na „rodzinę, społeczność i przedmieścia”. Ceni twórczość Alfreda Hitchcocka, Davida Leana, Johna Forda, Stanleya Kubricka i Johna Frankenheimera. W okresie studiów inspirowało go kino europejskie, a w szczególności filmy Ingmara Bergmana, Jacques’a Tatiego i François Truffauta; będący jednym z jego ulubionych reżyserów Truffaut zagrał później postać francuskiego naukowca, Claude’a Lacombe w Bliskich spotkaniach trzeciego stopnia. Aktor Spencer Tracy wpłynął z kolei na postacie z filmów Spielberga, podobnie jak serial Strefa mroku.

### Charakterystyka
Często używa scenorysów w ramach wizualizacji sekwencji (z wyjątkiem E.T. i Koloru purpury). Po doświadczeniu nabytym w trakcie prac nad Szczękami zaczął pozostawiać kręcenie scen z efektami specjalnymi na sam koniec oraz wykluczać obecność mediów na planie filmowym. Spielberg przeważnie preferuje kręcenie filmu w szybkim tempie i z dużym pokryciem, co umożliwia mu większą ilość możliwości na etapie montażu. Od samego początku kariery jego styl kręcenia składa się głównie z ekstremalnie wysokich i niskich kątów kamery, długich ujęć czy kamery z ręki. Reżyser również wykorzystuje często obiektyw szerokokątny do osiągania głębi obrazu, a do czasu kręcenia Raportu mniejszości, Spielberg był bardziej pewny siebie przy skomplikowanych ruchach kamery.
W pierwszym filmie Spielberga, który trafił na duży ekran, Pojedynku na szosie ujęcia nakręcono tak, aby uniemożliwić widzom identyfikację kierowcy ciężarówki ścigającej bohatera. Zasadzie tej Spielberg pozostał wierny w Szczękach, które zapewniły młodemu reżyserowi pozycję cudownego dziecka amerykańskiego kina. Przez większość filmu nie było dane widzom zobaczyć krwiożerczego rekina. Podobne chwyty narracyjne Spielberg wykorzystał w filmie Bliskie spotkania trzeciego stopnia. Tajemnica i dążenie do jej poznania jest elementem łączącym większość filmów w dorobku reżysera. Spielberg wykorzystuje w swoich filmach motyw także tzw. równoległych rzeczywistości. Postacie często wkraczają w inny świat, w rządzącą się swoimi prawami scenerię z baśni. Zwykli ludzie często pomimo ograniczeń kończą jako „bohaterowie”. Zabiegi takie można dostrzec również w filmach o poważnej tematyce, np. Liście Schindlera.
Konsekwentnym tematem w jego familijnych filmach jest dziecięce poczucie zachwytu i wiara w zwycięstwo dobra nad złem. Produkcje te poruszają także takie tematy, jak znaczenie dzieciństwa, utrata niewinności czy potrzeba posiadania postaci rodzicielskich. W przedstawianej relacji rodzic-dziecko zwykle pojawia się wadliwa lub nieodpowiedzialna postać ojca. Temat ten osobiście współbrzmi z dzieciństwem reżysera. Odkrywanie życia pozaziemskiego to kolejny aspekt jego twórczości. W dzieciństwie Spielberg lubił określać się jako „kosmitę”, a zainteresowanie to wzięło się od jego ojca, fana science fiction.
W wywiadzie dla czasopisma The Tech opisał, w jaki sposób wybiera projekty filmowe, nad którymi pracuje: „Czasami historia przemawia do mnie, nawet jeśli nie przemawia do żadnego z moich współpracowników ani do żadnego z moich partnerów, którzy patrzą na mnie, drapią się po głowach i mówią: O rany, czy na pewno chcesz się w to angażować na półtora roku? Uwielbiam ludzi, którzy rzucają mi takie wyzwania, ponieważ jest to prawdziwy test na moje własne przekonanie i na to, czy mogę być niezależnym człowiekiem w swoim życiu i zajmować stanowisko w sprawie, która może nie jest popularna, ale z której byłbym dumny dodając ją do mojej pracy. To jest właściwie papierek lakmusowy, który sprawia, że mówię: Tak, ja to wyreżyseruję”.

### Stali współpracownicy
Spielberg od wielu lat współpracuje na planie filmowym z grupą tych samych współpracowników. Najczęściej współpracował z nim kompozytor John Williams, który napisał muzykę do 26 jego filmów. Trzy z pięciu Oscarów Williams zdobył właśnie za muzykę do filmów Spielberga (Szczęki, E.T., Lista Schindlera). Kompozytor kiedyś powiedział reżyserowi: „Do tego filmu potrzebujesz lepszego kompozytora niż ja”, na co Spielberg odpowiedział: „Wiem. Ale oni wszyscy nie żyją!” W 2016 roku Spielberg wręczył Williamsowi 44. nagrodę American Film Institute za życiowe osiągnięcia, co było pierwszym takim wyróżnieniem przyznanym kompozytorowi.
Spielberg współpracował też z montażystą Michaelem Kahnem, Januszem Kamińskim (od czasu Listy Schindlera autorem zdjęć do wszystkich kolejnych filmów), scenografem Rickiem Carterem, specjalistą od efektów specjalnych Dennisem Murenem oraz projektantką kostiumów Joanną Johnston (od 1989 roku).
Spośród aktorów w jego fabułach i produkcjach często występuje Tom Hanks. Także młodzi aktorzy rozpoczynali swoją karierę od filmów Spielberga, np. Drew Barrymore (E.T.) czy Christian Bale (Imperium słońca).

## Życie prywatne
Spielberg poznał aktorkę Amy Irving, kiedy ta brała udział w przesłuchaniu do roli w Bliskich spotkaniach trzeciego stopnia. Po spotkaniu z nią powiedział producentce Julii Phillips: „Wczorajszej nocy spotkałem prawdziwą łamaczkę serc”. Chociaż Irving okazała się zbyt młoda do roli, ona i Spielberg zaczęli się ze sobą spotykać i razem zamieszkali. Zerwali ze sobą w 1979 roku. Odnowili jednak swój związek w 1984 roku i pobrali się w listopadzie 1985 roku. Wcześniej, 13 czerwca tego roku urodził się ich syn, Max. Para rozwiodła się w 1989 roku; Spielberg i Irving zgodzili się jednak mieszkać blisko siebie, aby dzielić ze sobą opiekę nad synem. Ich rozwód jest postrzegany jako jeden z najdroższych w historii.
W trakcie prac nad Indianą Jonesem i Świątynią Zagłady poznał aktorkę Kate Capshaw. Poślubił ją 12 października 1991 roku. Capshaw przed ślubem przeszła na judaizm, z kolei Spielberg przyznał, że dzięki temu na nowo odkrył zaszczyt bycia żydem. Powiedział: „Kate jest protestantką i nalegała na przejście na judaizm. Spędziła rok na nauce, przeszła przez mykwę i wszystko inne. Zdecydowała się na pełne nawrócenie, zanim wzięliśmy ślub w 1991 roku, i wyszła za mnie po tym, jak została żydówką. Myślę, że to przywiodło mnie z powrotem do judaizmu bardziej niż cokolwiek innego”. Para ma wspólnie pięcioro dzieci; rodzonych: Sashę Rebeccę (ur. 14 maja 1990), Sawyera Avery’ego (ur. 10 marca 1992) i Destry Allyn (ur. 1 grudnia 1996), adoptowanych: Theo (ur. 21 sierpnia 1988) i Mikaela George (ur. 28 lutego 1996). Rodzina mieszka w Pacific Palisades w Kalifornii oraz w East Hampton w stanie Nowy Jork.
W 1997 roku mężczyzna o imieniu Jonathan Norman próbował się przedostać do domu Spielberga; Norman został skazany na 25 lat więzienia. W 2001 roku Spielberg był nękany przez zwolenniczkę teorii spiskowych i byłą pracownicę socjalną Dianę Napolis. Oskarżyła jego i aktorkę Jennifer Love Hewitt o zainstalowanie w jej mózgu urządzenia kontrolującego umysł oraz przynależność do satanistycznego kultu. Napolis trafiła do szpitala psychiatrycznego i przyznała się do prześladowania. Została później zwolniona na okres próbny pod warunkiem, że nie będzie miała kontaktu ze Spielbergiem i Hewitt.
W wieku 60 lat u Spielberga zdiagnozowano dysleksję.

## Działalność polityczna
Spielberg jest wyborcą amerykańskiej Partii Demokratycznej. Przeznaczył partii i jej kandydatom ponad 800 000 dolarów. Jest blisko zaprzyjaźniony z byłym prezydentem USA Billem Clintonem, z którym współpracował przy obchodach milenijnych w USA. Na potrzeby tego projektu wyreżyserował 18-minutowy film The American Journey, do którego muzykę napisał John Williams. W prawyborach prezydenckich w USA w 2007 roku opowiadał się za wystawieniem jako kandydata Demokratów Hillary Clinton, jednak 20 lutego tego roku wraz z Jeffreyem Katzenbergiem i Davidem Geffenem namawiał Demokratów do wzięcia udziału w zbiórce pieniędzy dla Baracka Obamy. Popierał Clinton w wyborach prezydenckich w 2016 roku i przekazał wówczas 1 milion dolarów na Priorities USA Action wspierające jej kampanię. 

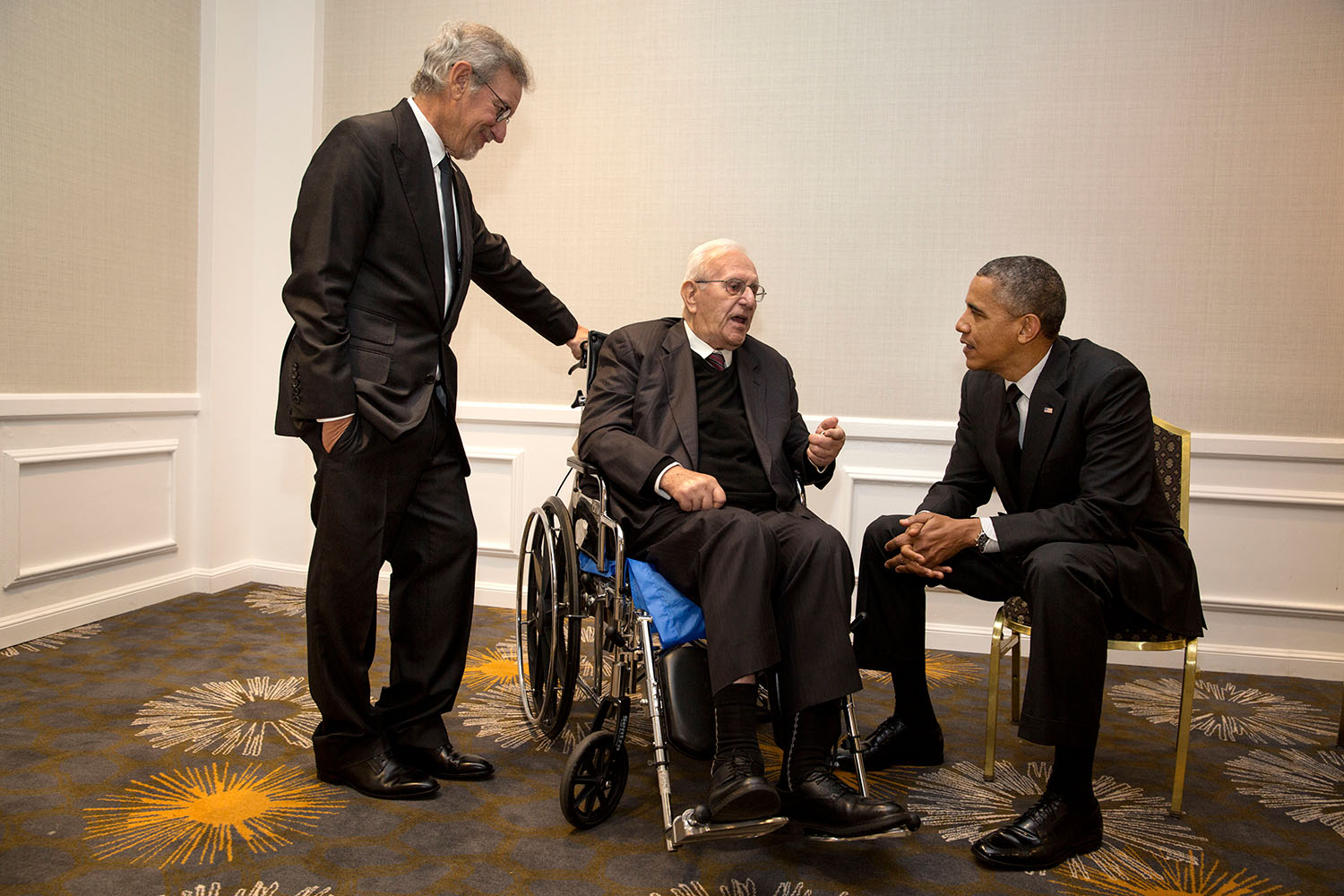
Spielberg wraz ze swoim ojcem, Arnoldem i prezydentem Barackiem Obamą, 7 maja 2014.

W 2007 roku Liga Państw Arabskich głosowała za bojkotem filmów Spielberga po tym, jak przekazał 1 milion dolarów na pomoc humanitarną w Izraelu podczas wojny libańskiej w 2006 roku. W lutym 2008 roku Spielberg zrezygnował ze stanowiska doradcy Letnich Igrzysk Olimpijskich 2008 w odpowiedzi na bezczynność rządu chińskiego w sprawie konfliktu w Darfurze. Napisał w oświadczeniu: „Uważam, że moje sumienie nie pozwoli mi kontynuować działalności jak zazwyczaj [...] Rząd Sudanu ponosi większość odpowiedzialności za te trwające zbrodnie, ale społeczność międzynarodowa, a zwłaszcza Chiny, powinna czynić więcej”. Mimo iż Międzynarodowy Komitet Olimpijski (MKOl) uszanował decyzję Spielberga, to jego prezydent Jacques Rogge wyraził rozczarowanie decyzją: „[Spielberg] z pewnością wniósłby wiele do ceremonii otwarcia pod względem kreatywności”. Chińskie media państwowe nazwały komentarze reżysera „niesprawiedliwymi”.
W 2001 roku złożył rezygnację z członkostwa w amerykańskiej organizacji skautów (ang.: Boy Scouts of America) ze względu na jej homofobiczne nastawienie. We wrześniu 2008 roku Spielberg wraz z żoną zamanifestowali silne poparcie dla idei małżeństw osób tej samej płci, wyrażając głośny sprzeciw wobec propozycji poprawki konstytucyjnej w amerykańskim stanie Kalifornia, która precyzując obowiązującą w Kalifornii definicję związku małżeńskiego jako związku „między mężczyzną i kobietą”, eliminowała prawo par tej samej płci do zawierania małżeństw (tzw. Propozycja 8). W 2018 roku Spielberg i jego żona przekazali 500 000 dolarów na demonstrację studencką March for Our Lives na rzecz kontroli broni w Stanach Zjednoczonych.

## Uznanie
Steven Spielberg jest jedną z najważniejszych postaci ery Nowego Hollywoodu, a także jednym z najbardziej sukcesywnych komercyjnie reżyserów w historii kina. W 1996 roku magazyn „Life” nazwał Spielberga najbardziej wpływową osobą swojego pokolenia. W 2003 roku magazyn „Premiere” umieścił go na 1. miejscu na liście 100 najpotężniejszych ludzi w przemyśle filmowym, w 2005 roku „Empire” – na 1. miejscu listy najlepszych reżyserów filmowych wszech czasów, z kolei w 2013 roku magazyn „Time” wymienił go jako jednego ze 100 najważniejszych ludzi stulecia. W zestawieniu najbardziej wpływowych gwiazd 2014 roku opublikowanego przez „Forbes”, Spielberg zajął 1. miejsce. Począwszy od 2020 roku Forbes szacuje jego majątek na 3,7 miliarda dolarów. 

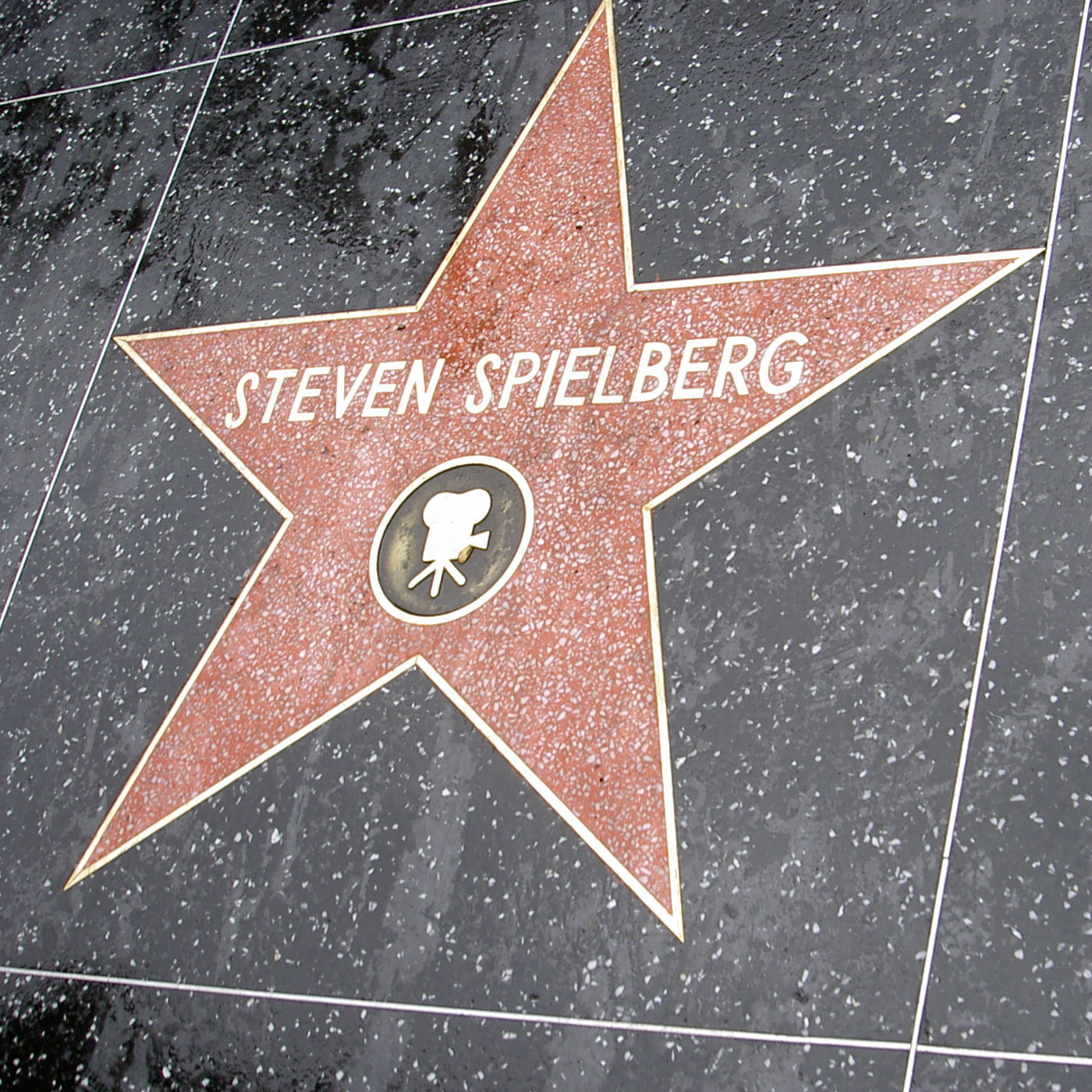
Gwiazda Spielberga na hollywoodzkiej Alei gwiazd

Jego twórczość podziwiana jest przez wielu innych reżyserów, jak: Robert Aldrich, Ingmar Bergman, Werner Herzog, Stanley Kubrick, David Lean, Sidney Lumet, Roman Polański, Martin Scorsese, François Truffaut, Jean Renoir i David Lynch. Filmy Spielberga także wywarły wpływ na innych twórców, wśród nich są: J.J. Abrams, Paul Thomas Anderson, Neill Blomkamp, Guillermo del Toro, Gareth Edwards, Roland Emmerich, Peter Jackson, Kal Ng, Robert Rodriguez, John Sayles, Ridley Scott, John Singleton i Kevin Smith.
Krytyk filmowy Tom Shone powiedział o Spielbergu: „Jeśli trzeba wskazać jednego reżysera z ostatnich 25 lat, w którego twórczości sedno filmowe było najbardziej samo w sobie – gdzie odkryliśmy, co robi najlepiej, gdy jest pozostawiony sam sobie, to musi być nim ten facet. „Jess Cagle, były redaktor „Entertainment Weekly”, nazwał Spielberga „prawdopodobnie (cóż, kto by się spierał?) największym filmowcem w historii”. Stephen Rowley, pisząc dla „Senses of Cinema”, omówił mocne strony Spielberga jako filmowca, mówiąc, że „w tych późniejszych filmach istnieje mile widziana złożoność tonu i podejścia, która przeciwstawia się leniwym stereotypom, często zarzucanym jego filmom” i że „Spielberg nadal podejmuje ryzyko, a jego praca staje się coraz bardziej imponująca i ambitna”. Doszedł także do wniosku, że twórca otrzymywał jedynie „ograniczone i niechętne” uznanie ze strony krytyków. W przeprowadzonej wśród brytyjskich fanów kina ankiecie „Millennium Movies” przez kanał Sky Premier w 1999 roku znalazło się aż siedem filmów Spielberga, co uczyniło go najczęściej przewijającym się reżyserem na liście.
Przeciwnicy Spielberga argumentowali, że jego filmy są zbyt sentymentalne i banalne. W książce Easy Riders, Raging Bulls, Peter Biskind napisał, że reżyser „infantylizuje publiczność, odzwierciedla widza jako dziecko, a następnie przytłacza owych odbiorców dźwiękiem i spektaklem, zaciera ironię, estetyczną samoświadomość i krytyczną refleksję”. Krytyk Ray Carney i aktor Crispin Glover zarzucali filmom Spielberga brak głębi i podejmowania ryzyka. Krytyczka Pauline Kael, która ceniła jego twórczość z lat 70., wyraziła rozczarowanie późniejszą pracą, stwierdzając: „Stał się, jak sądzę, bardzo złym reżyserem… I trochę się za niego wstydzę, bo kocham jego wczesną twórczość... Zwrócił się ku cnotliwym filmom. A teraz stał się taki nieciekawy... Myślę, że miał w sobie coś z tego, by stać się bardziej płynnym, daleko idącym twórcą. Ale zamiast tego stał się melodramatykiem”. Francuski filmowiec Jean-Luc Godard był zdania, że Spielberg jest częściowo odpowiedzialny za brak wartości artystycznej w kinie głównego nurtu i oskarżył go o wykorzystanie Listy Schindlera do czerpania zysków z tragedii. W obronie Spielberga krytyk Roger Ebert odpowiedział: „Czy Godard lub jakikolwiek inny żywy lub martwy reżyser zrobił więcej niż Spielberg w swojej wizji Holocaustu, aby uhonorować i zachować wspomnienia ocalałych?”
Siedem jego filmów zostało wpisanych do National Film Registry przez Bibliotekę Kongresu jako dzieła „znaczące kulturowo, historycznie lub estetycznie”. Należą do nich: Szczęki, Bliskie spotkania trzeciego stopnia, Poszukiwacze zaginionej Arki, E.T., Park jurajski, Lista Schindlera i Szeregowiec Ryan.

### Nagrody i wyróżnienia
Filmy Spielberga otrzymały w sumie 35 Oscarów spośród 147 nominacji, a sam reżyser został laureatem tej nagrody trzykrotnie. Siedem razy nominowany był za najlepszą reżyserię, z czego wygrał dwie statuetki (za Listę Schindlera i Szeregowca Ryana). Trzeci z Oscarów został zdobyty przez Spielberga za Listę Schindlera w kategorii „najlepszy film”. W 1987 roku otrzymał Nagrodę im. Irvinga G. Thalberga za swoją działalność w postaci producenta wykonawczego. Czerpiąc z własnych doświadczeń w skautingu, Spielberg pomógł organizacji Boy Scouts of America opracować odznakę za zasługi w kinematografii, aby promować tworzenie filmów jako umiejętność rynkową; odznaka została wypuszczona na National Scout Jamboree w 1989 roku. W tym samym roku otrzymał za nią nagrodę Distinguished Eagle Scout Award. W 1995 roku uhonorowano go nagrodą AFI za życiowe osiągnięcia. W 1993 roku w studiu telewizyjnym w Łęgu odebrał Order Uśmiechu. 

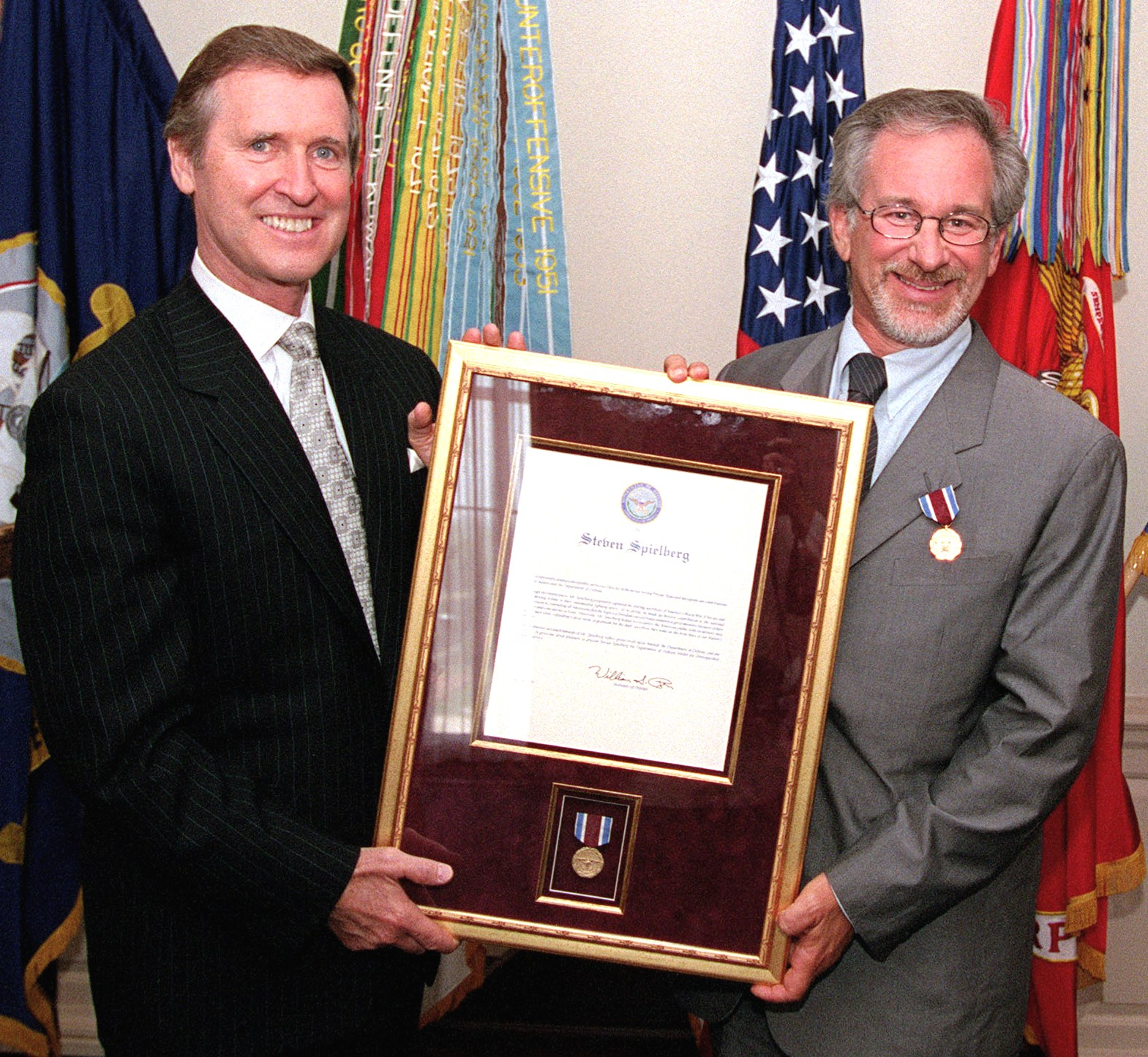
Spielberg odbierający nagrodę za służbę publiczną wręczoną przez Sekretarza Obrony USA Williama Cohena (1999)

W 1998 roku odznaczono go Orderem Zasługi Republiki Federalnej Niemiec. Nagrodę wręczył mu prezydent Niemiec Roman Herzog w uznaniu za Listę Schindlera i zaangażowanie w Fundację Shoah. W 1999 roku przyznano Spielbergowi medal za Wybitną Służbę Publiczną za Szeregowca Ryana. Za ten sam film otrzymał także nagrodę za reżyserię od Amerykańskiej Gildii Reżyserów. W kolejnym roku Gildia uhonorowała go wyróżnieniem za życiowe osiągnięcia.
Spielberg otrzymał swoją gwiazdę na Alei gwiazd w Hollywood. Znajduje się ona na 6801 Hollywood Boulevard. 15 lipca 2006 roku został nagrodzony nagrodą Gold Hugo za życiowe osiągnięcia na Międzynarodowym Festiwalu Filmowym w Chicago, z kolei 3 grudnia przyznano mu Kennedy Center Honor. Uroczystość zawierała krótkometrażowy dokument o życiu reżysera z narracją Liama Neesona oraz wykonanie przez Johna Williamsa finału operetki Candide Leonarda Bernsteina. Museum of Pop Culture w Seattle umieściło Spielberga w swoim Science Fiction Hall of Fame w 2005 roku. W lutym 2008 roku otrzymał nagrodę Visual Effects Society Lifetime Achievement Award, przyznawaną za „znaczący i trwały wkład w sztukę i naukę branży efektów wizualnych”. W 2009 roku Spielberg otrzymał Nagrodę im. Cecila B. DeMille’a od Hollywoodzkiego Stowarzyszenia Prasy Zagranicznej za „wybitny wkład w świat rozrywki”.
W 2001 roku został mianowany przez królową Elżbietę II honorowym dowódcą kawalerskim Orderu Imperium Brytyjskiego (KBE) za zasługi dla przemysłu filmowego, z kolei w 2004 roku został odznaczony przez prezydenta Jacques’a Chiraca najwyższym odznaczeniem cywilnym Francji, Legią Honorową. W czerwcu 2008 roku Arizona State University przyznał mu nagrodę Hugh Downsa za doskonałość w komunikacji. W październiku 2009 roku Spielberg otrzymał Medal Wolności w Filadelfii; nagrodę wręczył były prezydent USA Bill Clinton. W październiku 2011 został Komandorem Orderu Korony Belgijskiej, jednego z najwyższych odznaczeń w Belgii.
19 listopada 2013 roku Spielberg został uhonorowany przez Narodową Administrację Archiwów i Akt nagrodą za życiowe osiągnięcia. Spielberg otrzymał dwie kopie 13. poprawki; pierwszą z 1861 roku, ale nie została ratyfikowana, a drugą podpisaną przez Abrahama Lincolna w 1865 roku w celu zniesienia niewolnictwa. Nowelizacja i proces jej przekazywania były tematem jego filmu Lincoln. 24 listopada 2015 roku Spielberg został odznaczony Prezydenckim Medalem Wolności przez prezydenta Baracka Obamę w Białym Domu. W lipcu 2016 roku otrzymał Złotą Odznakę przyznawaną przez program telewizyjny dla dzieci stacji BBC Blue Peter. Spielberg posiada także honorowe stopnie od uniwersytetów: Południowej Kalifornii (1994), Browna (1999), Yale (2002), Bostońskiego (2009) i Harvarda (2016).

#### Lista nagród filmowych
- Nagroda Akademii Filmowej
  - Oscar za najlepszy film: 1994: Lista Schindlera
  - Najlepsza reżyseria: 1994: Lista Schindlera
  - 1999: Szeregowiec Ryan
  - 1987: Nagroda im. Irvinga G. Thalberga
- Złoty Glob
  - Najlepsza reżyseria: 1994: Lista Schindlera
  - 1999: Szeregowiec Ryan
  - 2008: Całokształt twórczości
- Nagroda BAFTA
  - Najlepszy film: 1994: Lista Schindlera
  - Nagroda im. Davida Leana za reżyserię: 1994: Lista Schindlera
- Nagroda Emmy
  - Najlepszy program animowany: 1996: A Pinky & the Brain Christmas Special
  - Najlepszy miniserial: 2002: Kompania braci
  - 2003: Wybrańcy obcych
- Cezar 1995: Całokształt twórczości
- Złota Malina Najgorszy prequel, sequel, remake lub plagiat: 2008: Indiana Jones i Królestwo Kryształowej Czaszki
- Nagroda na MFF w Cannes Najlepszy scenariusz: 1974: Sugarland Express
- Nagroda na MFF w Wenecji
  - 1993: Całokształt twórczości
  - Nagroda Festiwalu Przyszłości Kina: 2001: A.I. Sztuczna inteligencja

## Filmografia
Reżyser
- Ostatnia broń (1959)
- Fighter Squad (1961)
- Escape to Nowhere (1961)
- Firelight (1964)
- Slipstream (1967)
- Amblin' (1968)
- Night Gallery (odcinki Eyes, 1969 oraz Make Me Laugh, 1971)
- Marcus Welby, lekarz medycyny (odcinek The Daredevil Gesture, 1970)
- The Name of the Game (odcinek LA 2017, 1971)
- The Psychiatrist (odcinki Par for the Course[288], 1971)
- Columbo (odcinek Morderstwo z książki, 1971)
- Owen Marshall: Counselor at Law (odcinek Eulogy for a Wide Receiver, 1971)
- Pojedynek na szosie (1971)
- Something Evil (1972)
- Savage (1973)
- Sugarland Express (1974)
- Szczęki (1975)
- Bliskie spotkania trzeciego stopnia (1977)
- 1941 (1979)
- Poszukiwacze zaginionej Arki (1981)
- E.T. (1982)
- Strefa mroku (segment Kick the Can, 1983)
- Indiana Jones i Świątynia Zagłady (1984)
- Kolor purpury (1985)
- Niesamowite historie (odcinki Ghost Train oraz The Mission, 1985)
- Imperium słońca (1987)
- Indiana Jones i ostatnia krucjata (1989)
- Na zawsze (1989)
- The Visionary (1990)
- Hook (1991)
- Park Jurajski (1993)
- Lista Schindlera (1993)
- Zaginiony świat: Jurassic Park (1997)
- Amistad (1997)
- Szeregowiec Ryan (1998)
- Nieukończona podróż (1999)
- A.I. Sztuczna inteligencja (2001)
- Raport mniejszości (2002)
- Złap mnie, jeśli potrafisz (2002)
- Terminal (2004)
- Wojna światów (2005)
- Monachium (2005)
- Indiana Jones i Królestwo Kryształowej Czaszki (2008)
- Przygody Tintina (2011)
- Czas wojny (2011)
- Lincoln (2012)
- Most szpiegów (2015)
- BFG: Bardzo Fajny Gigant (2016)
- Czwarta władza (2017)
- Player One (2018)
- West Side Story (2021)
- Fabelmanowie (2022)

Scenarzysta
- Escape to Nowhere (1961)
- Fighter Squad (1961)
- Firelight (1964)
- Slipstream (1967)
- Amblin' (1968)
- Ace Eli and Rodger of the Skies (1973)
- Sugarland Express (1974)
- Bliskie spotkania trzeciego stopnia (1977)
- Duch (1982)
- Niesamowite historie (1985–1987)
- Goonies (1985)
- A.I. Sztuczna inteligencja (2001)
- Fabelmanowie (2022)

Producent
- Duch (1982)
- Amerykańska opowieść. Fievel jedzie na Zachód (1991)
- Wyznania gejszy (2005)
- Sztandar chwały (2006)
- Listy z Iwo Jimy (2006)
- Super 8 (2011)
- Podróż na sto stóp (2014)
- Fabelmanowie (2022)

Producent wykonawczy
- Gremliny rozrabiają (1984)
- Powrót do przyszłości (1985)
- Kto wrobił królika Rogera? (1989)
- Powrót do przyszłości II (1989)
- Sny (1990)
- Powrót do przyszłości III (1990)
- Gremliny 2 (1990)
- Przygody Animków (1990–1995)
- Przylądek strachu (1991)
- Animaniacy (1993–1998)
- Flintstonowie (1994)
- Freakazoid! (1995–1998)
- Pinky i Mózg (1995–1998)
- Faceci w czerni (1997)
- Dzień zagłady (1998)
- Maska Zorro (1998)
- Park Jurajski III (2001)
- Kompania braci (2001)
- Faceci w czerni II (2002)
- Legenda Zorro (2005)
- Transformers (2007)
- Transformers: Zemsta upadłych (2009)
- Nostalgia anioła (2009)
- Pacyfik (2010)
- Medium (2010)
- Prawdziwe męstwo (2010)
- Transformers: Dark of the Moon (2011)
- Faceci w czerni III (2012)
- Transformers: Wiek zagłady (2014)
- Jurassic World (2015)
- Jurassic World: Upadłe królestwo (2018)
- Pierwszy człowiek (2018)[289][290], MUBI[291]